# Nagu
Nagu (fil) (finska: Nauvo)  är en kommundel i Pargas stad i landskapet Egentliga Finland. 

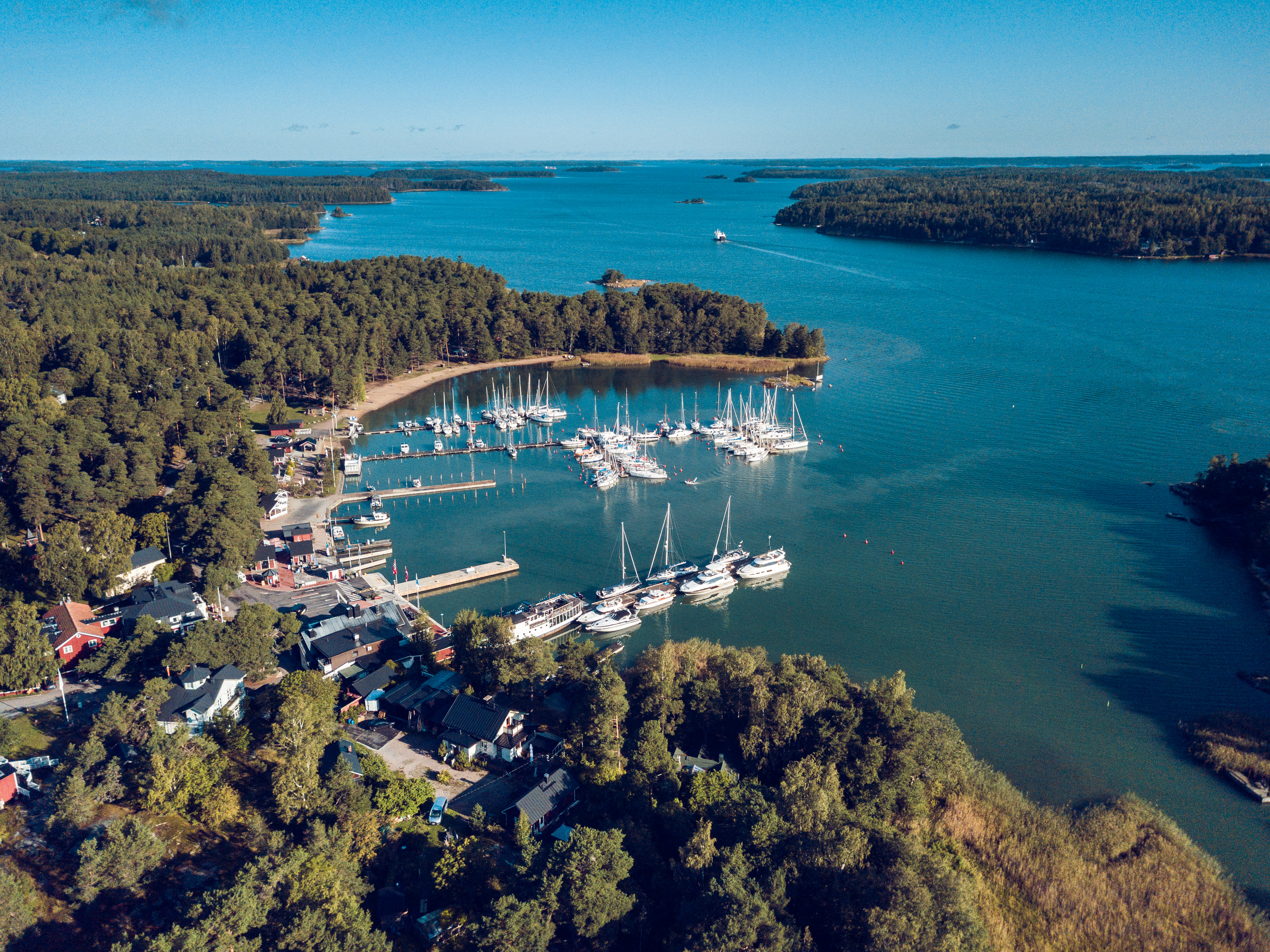
Nagu gästhamn

Nagu var till 2009 en egen kommun. Nagu hade då cirka 1 440 invånare och en yta på 247,51 km². Nagu var en tvåspråkig kommun med svenska (71 %) som majoritetsspråk och finska (27 %) som minoritetsspråk. År 2017 var antalet invånare 1375 personer. År 2009 slogs kommunerna Houtskär, Iniö, Korpo, Nagu och Pargas samman till den nya staden Väståboland, vars namn 2012 byttes till Pargas. Före kommunsammanslagningen var Nagus grannkommuner Dragsfjärd (fram till 1969 Hitis), Korpo, Pargas och Rimito.
Nagu består av två huvudöar, Storlandet och Lillandet. Mellan dem ligger öarna Biskopsö och Ernholm. I tidningen Ilta-Sanomats undersökning om bästa platsen att bo i Finland (publicerad i januari 2019) placerade sig Lillandet på andra plats. Naguarkipelagen består dessutom av omkring 3 000 mindre öar och holmar, av vilka 1 219 med egen sida på Wikipedia. Fast bosättning finns på 40 öar, men de allra flesta av invånarna bor på huvudöarna Storlandet och Lillandet, eller på öar med broförbindelse till dessa. Till en del av de närmaste öarna finns landsvägsfärjor medan förbindelsebåtar trafikerar till bebodda öar längre bort. Kyrkbacken med Nagu kyrka från 1440-talet, grundskola och andra centrumfunktioner samt en av Skärgårdshavets största gästhamnar finns på östra Storlandet.
Vägen från fastlandet går över landsvägsfärja från Lillmälö i Pargas till Prostvik på Lillandet. Skärgårdsvägen fortsätter därifrån över Lillandet, Biskopsö och Ernholm till Kyrkbacken och vidare över Storlandet till Pärnäs med färja till Retais i Korpo. Bron över Norrströmmen mellan Biskopsö och Ernholm ersatte 1986 färjan vid Vikom och färjan till Biskopsö.
Bland öarna i skärgården söder om Nagus huvudöar kan nämnas Nötö, som i tiderna haft en befolkning på tvåhundra personer, och som med butik och kapell varit en lokal centralort, och Gullkrona, som blivit ett slags symbol för södra Skärgårdshavet. Många av de bebodda öarna har också traditionellt haft bara en eller några gårdar. Norr om Kyrkbacken finns Själö, med biologisk station och före detta hospital, till en början för spetälska, därefter för sinnessjuka. Byggnaderna är sedan 1970-talet i Åbo universitets bruk och används av Skärgårdshavets forskningsinstitut (Åbo universitets Matematisk- och naturvetenskapliga fakultet).
Avståndet mellan Nagus nordligaste punkt på ön Taiplax (60°20'53" N) och Nagus sydligaste punkt på Korslägnarna (59°44'23" N) är 67 km i rätt nord-sydlig riktning. Avståndet mellan Nagus västligaste punkt på Snäckö (21°41'04" O) och Nagus östligaste punkt på Rödharu (22°41'51" O) är 31 km i rätt väst-östlig riktning.

## Etymologi
Namnets finska form är Nauvo. Man tänker sig att ett finskt personnamn Nako, gen. Naghon, ligger till grund för ortnamnen, kanske en gång *Naghonmaa ’Nakos land, ö’. Till mansnamnet har flera ortnamn bildats i Egentliga Finland. En fornborg i Pemar heter Nakolinna och har förmodats uppkallad efter en hövding. En annan möjlighet ger likheten med estniska namn som Navaste och Nava, det senare namn på en by på Ösel. Naukaln heter en udde på Storlandet i Nagu, vilket kan tolkas så att just den ön varit den ursprungliga namnbäraren.

## Historia

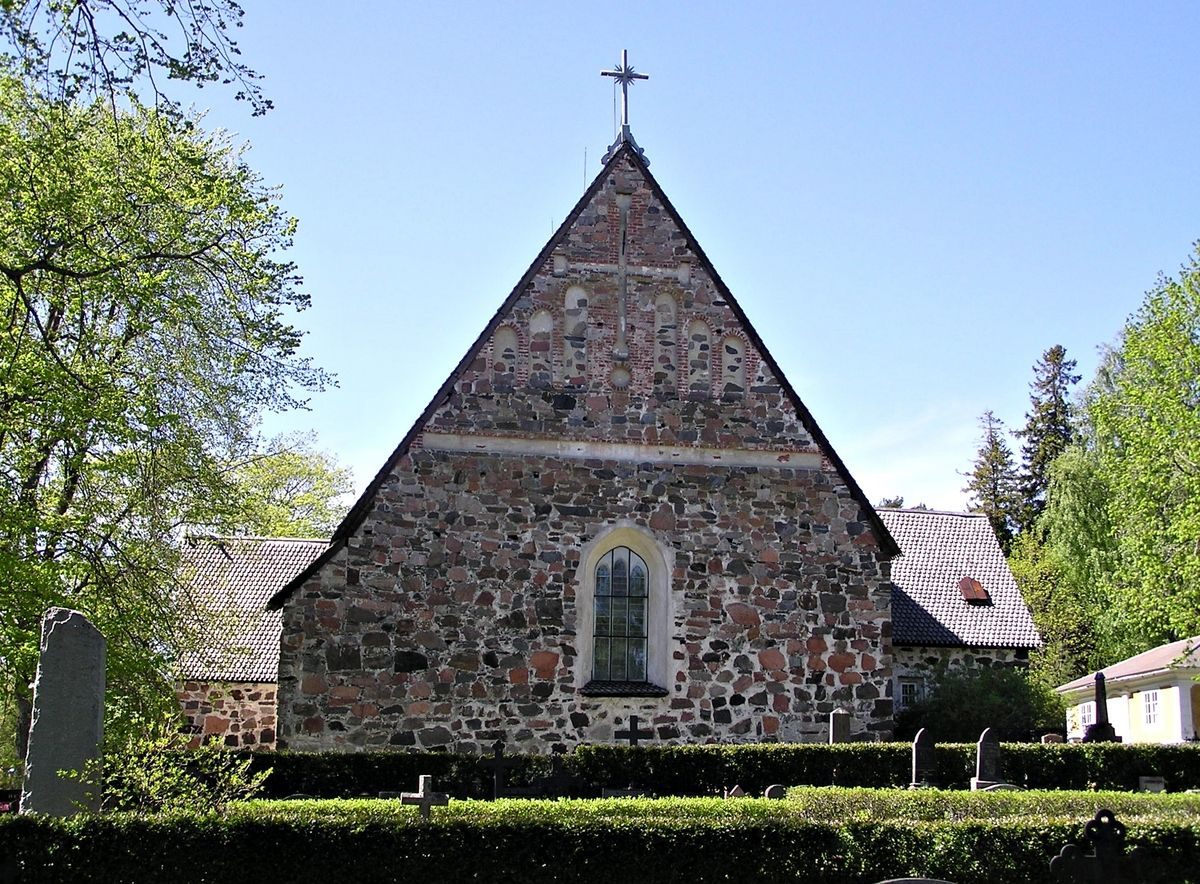
Nagu kyrka sedd från öster.

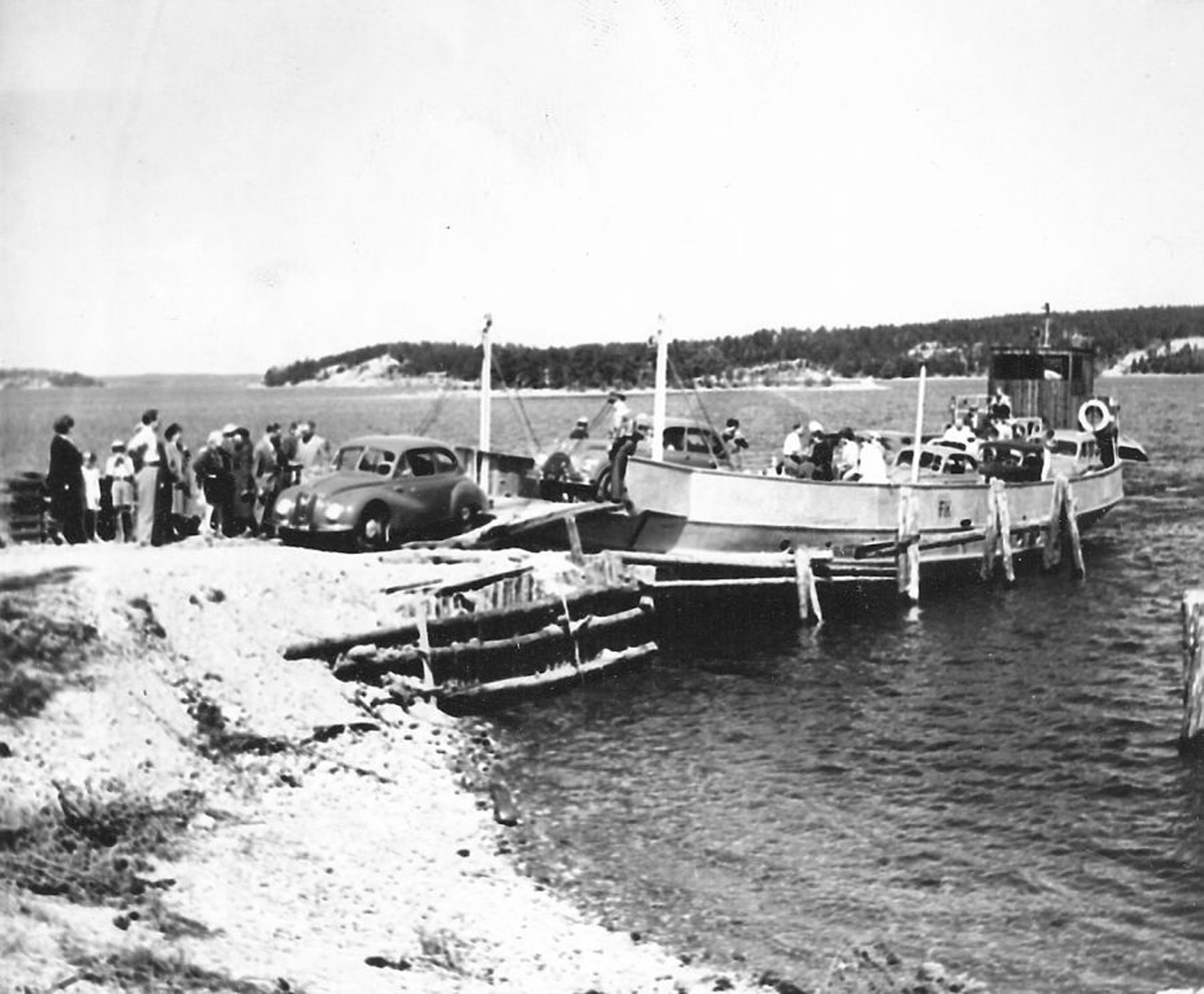
Bilfärjan Fix2

### Nagu socken
Nagu är en gammal socken och församling som omnämns i historiska dokument så tidigt som år 1395. Nagu sockens namn stavades på 1300-talet Nave, Naw samt Nawe, medan man år 1540 skrev Naau, Naffu och Naw. Nagu gråstenskyrka är byggd i början av 1400-talet och helgad åt S:t Olof. Nagu socken var först i den östra rikshalvan med att skaffa en egen orgel till församlingen. Nagupositivet, som denna första orgel kallas, är Finlands äldsta bevarade orgel och finns på Nationalmuseum i Helsingfors. Nagu fortsatte att vara föregångare och fick år 1791 en ny orgel, byggd av den kände svenske orgelbyggaren Olof Schwan. Orgeln har genomgått renoveringar, men sett till andelen originaldelar som finns kvar och deras skick samt den bevarade klangen från 1700-talet kan orgeln beskrivas som Finlands äldsta kyrkorgel som ännu är i bruk.

### Båtsmän och dragoner
Tillsammans med Åland och resten av Åboland stod Nagu för en stor del av båtsmännen i Svenska örlogsflottan. Under 1700-talet var antalet båtsmän i Nagu för det mesta 17 och deras uppehälle sköttes av Nagubönderna som var sammanslagna i rotar kring varje båtsman. I Nagu fanns även så många större och mer förmögna gårdar att dessa å sin sida utsågs till rusthåll som skulle ställa ryttare, dragoner, till arméns förfogande. Både Prostvik och Högsar gård hade två dragoner var.

### Seglation
Seglationen har alltid varit viktig i Nagu som tidigt blev en av de största leverantörerna av fisk till Stockholm. Utvecklingen ledde till att Nagu under 1800-talet blev den största seglationssocknen i området om man ser till antalet fartyg och deras storlek. Under bygdeseglationens glansdagar byggdes nya segelfartyg årligen. Hela bygden med allt från ståndspersoner till torpare var involverade i seglationen och ägde andelar i fartygen, som de byggde och utrustade tillsammans. Nagufartygen seglade mest på engelska hamnar, men även ända till Sydamerika.
Vid sekelskiftet 1900 fick så småningom segelfartygen konkurrens av ångfartygen och regelrätta skärgårdsförbindelser upprättades mellan fastlandet och Nagu. Ångfartyget S/S Östern trafikerade sedan mellan Åbo och skärgården fram till 1960-talet (först som ångfartyg och sedan utrustad med dieselmotor). 
S/S Sandels trafikerade från och mer år 1937 rutten Åbo-Nagu-Kuggvik/Näsby (Houtskär). År 1950 utrustades fartyget med motor.
Motoriserade fartyg gick inte att bygga i byarna och bygdeseglationen fasades så småningom ut.

### Inbördeskriget 1918
Det finska inbördeskriget 1918 satte spår även i Nagus historia. Den mest kända händelsen under striderna i Nagu 1918 var slaget vid Mielis på norra Storlandet. På kyrkogården vid Nagu kyrka finns minnesmärken både över stupade tyska soldater och stupade röda soldater under striderna i Nagu 1918. På Ängsö söder om Storlandet fanns efter inbördeskriget ett fångläger för röda fångar. En minnessten finns på platsen. På ön Pensar syd-ost om Lillandet finns de vitas, Skärgårdens frikårs minnesmärke.

### Skärgårdsvägen
Den första bilfärjan mellan Pargas och Nagu hette Fix och började trafikera rutten år 1950. Senare under 1950-talet byggdes Skärgårdsvägen ut. På Kyrkbacken i Nagu ser man ännu i dag tydligt spåren av den förändring som landsvägen medförde: äldre hus ligger i anslutning till hamnen och den gamla ångbåtsbryggan, medan nyare byggnader från 1950- och 1960-talen har byggts "på åkern" söder om kyrkan och Nagus ursprungliga centrum – på båda sidor om Skärgårdsvägen.

### Rederier och båtbyggare
Bygdeseglationen efterföljdes av rederier som Rederi Ab Engship, Paulins rederiaktiebolag och Delfin Cruises. Även själva fartygsbyggandet, som var en viktig del av samhället under 1800-talet, fick på 1900-talet sin fortsättning i form av småbåtstillverkning.
Engships historia fick sin början redan i mitten av 1800-talet då Johan August Engblom började idka fraktfart med sin storbåt. Fraktandet kom att gå vidare i släkten. År 1965 köpte Georg Johannes Engblom landsvägsfärjan Fix som byggdes om till lastfartyget Hulda på 130 ton. År 1973 ombildades rederiet till Rederi Ab Engship och ägdes av Georg Engbloms söner Kurt och Kaj Engblom. Som mest hade rederiet 16 fraktfartyg och 430 anställda. Huvudkontoret fanns i Åbo men rederiets hemort och fartygens hemmahamn var Nagu. År 2006 sålde familjen Engblom alla rederiets aktier till rederiet Bore.
Paulins Rederiaktiebolag Nagu var ett rederi som fick sin början år 1906 i Viborg, där Johan Werner Paulin från Nagu etablerade sig i stuveribranschen. Rederiet var som störst 1967 och hade då ett tonnage på knappt 90 000 ton. År 1970 såldes rederiets sista fartyg, Stormqueen, och rederiverksamheten avvecklades.
År 1966 grundade Harry Ölander plastbåtsföretaget NaBoats som år 1968 byggde den första Flipper-motorbåten. NaBoats (senare Oy Flipper Boats Ab) var på 1970-talet med sina 65 anställda den största arbetsgivaren i Nagu och kom att bli nordens största motorbåtstillverkare samt marknadsledare i Finland och Sverige. Förutom till Sverige exporterade man båtar till de övriga skandinaviska länderna, till England, USA, Frankrike, Belgien och Grönland.
Delfin Cruises var ett litet rederi med Nagu som hemort som grundades i slutet av 1980-talet. Rederiet lät bygga två kryssningsfartyg, M/S Delfin Clipper och M/S Delfin Caravelle, men avslutade sin verksamhet efter endast några år.

### Nagu – kommundel i Pargas stad
År 2009 sammanslogs Nagu med grannkommunerna Korpo, Houtskär, Iniö och Pargas till Väståboland som 2012 efter en folkomröstning bytte namn till Pargas. I folkomröstningen röstade en överväldigande majoritet av Nagus befolkning för att bibehålla namnet Väståboland. Nagus tidigare kommunvapen valdes till Pargas stads nya stadsvapen vid kommunsammanslagningen.

## Geografi

### Gränser
Nagu kommundel gränsar i norr till Rimito, i öster till Pargas och Hitis, i söder till internationellt vatten, och i väster till Korpo.

### Exklaven Taiplax
Nagu har en exklav, en del av ön Taiplax med omgivande vatten, 12 km norr om Innamo, till vars ägor Taiplax hör. Taiplax utgör en enklav inom Rimito, som uppgått i Nådendal. 

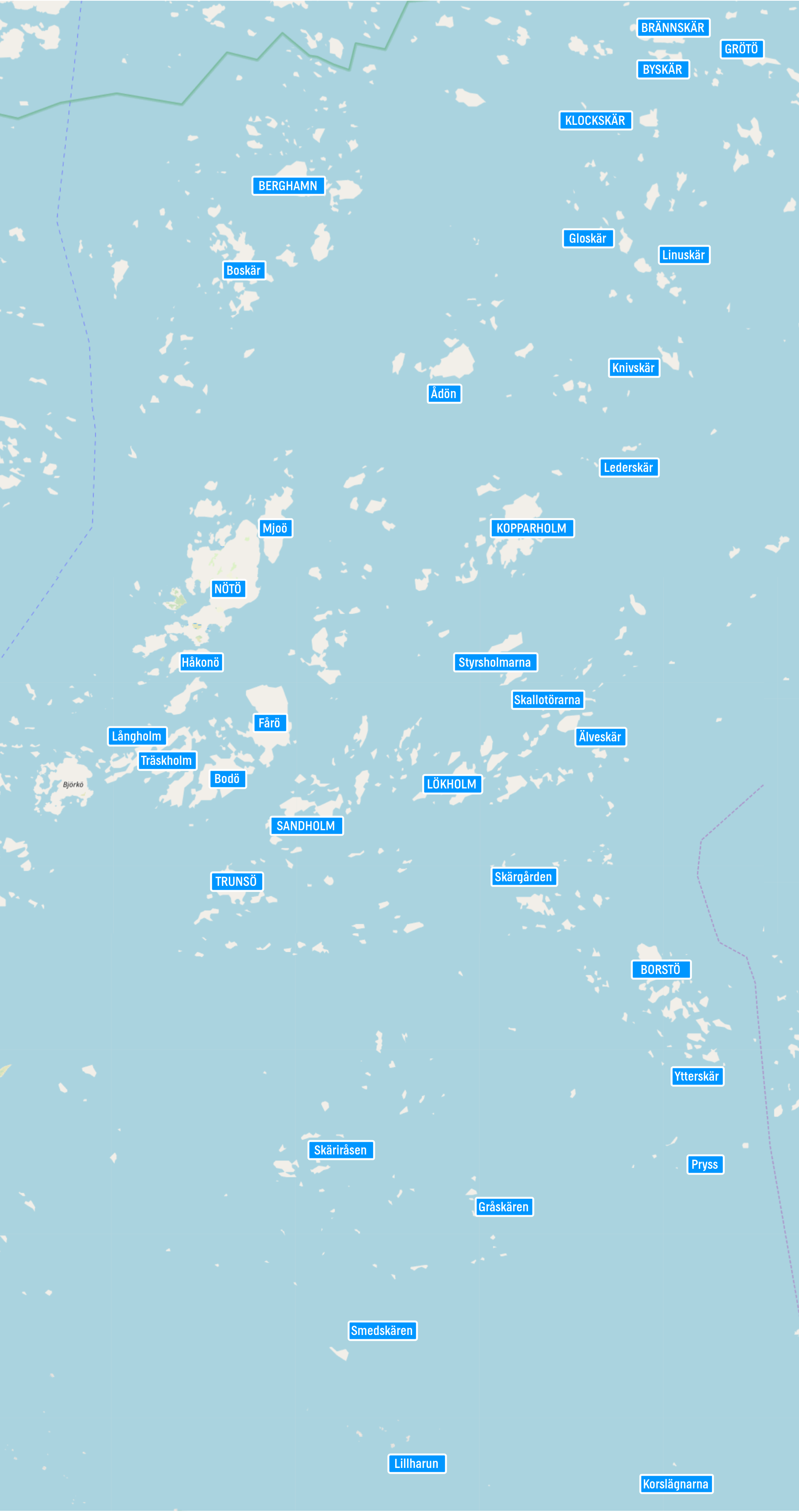
Nagu ytterskärgård

### Topografi och höjder
Nagus högsta punkt är Kasberget (62 m ö.h.) i byn Prostvik på Lillandet. Andra kända berg är Smörasken på Högsar och Vargberget i Mattnäs. Både Kasberget och Vargberget ligger längs markerade vandringsleder.

### Öar
Större öar norr om Nagu huvudöar, vid Ominaisfjärden och Erstan, är Innamo (fi. Innamaa), Vallmo, Själö, Käldö och Haverö. I sydost, mot Pargas, ligger Sandö och Pensar. Ute i de vida vattnen söder om huvudöarna, med karaktär av yttre skärgård, ligger Gullkrona, Stenskär, Brännskär, Knivskär, Kopparholm, Lökholm, Sandholm, Borstö, Trunsö, Nagu Berghamn och Nötö. Bland övriga öar i nära huvudöarna kan nämnas Biskopsö, Ernholm, Sommarö, Kirjais, Ytterstholm, Ängsö och Hummelholm.
Några öar, holmar och skär utom de ovannämnda är Anisor, Blyglo, Boskär, Bårnholm, Fagerholm (sjöbevakningsstation), Fårö, Grötö, Klockskär, Mjoö, Petsor, Redamo-Sackholm, Sälgskär, Taslot (uttalas ta:slo:t) och Vandrock (uttalas va:n-).

### Byar

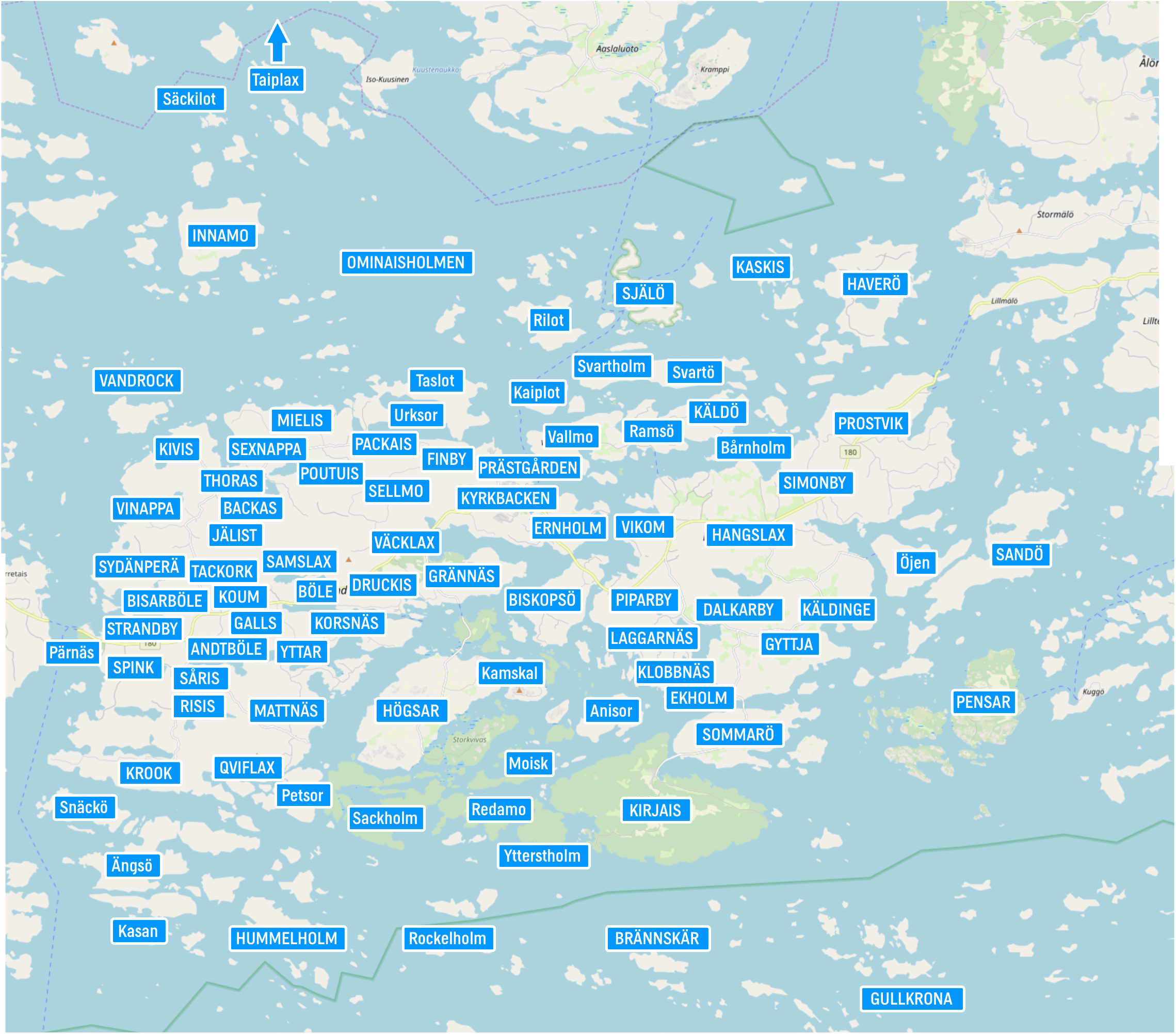
Nagu centrala öar

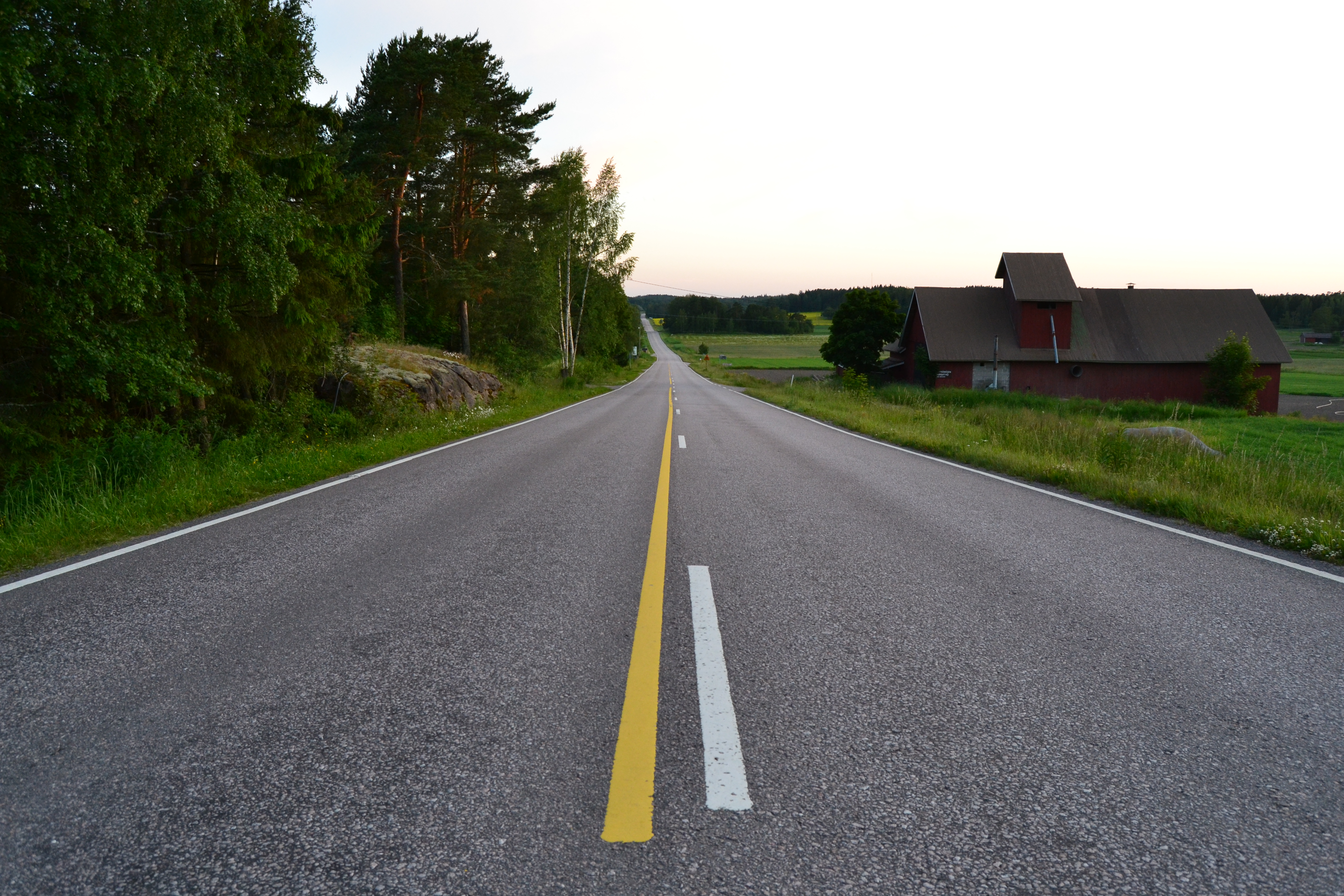
Regionalväg 180, även kallad Skärgårdsvägen, fotad i byn Simonby på Lillandet i Nagu.

Byar på Nagu Lillandet är från öster längs Skärgårdsvägen Prostvik, Simonby (med butik fram till början av 1990-talet; den finska skolan "Simonkylän koulu" har numera flyttat till Kyrkbacken), Hangslax, Vikom (där färjan till Storlandet tidigare gick) och Piparby. Längs Lillandsvägen, som löper från Hangslax söderut runt Storträsket finns Käldinge by (uttalas tj-) där  Käldinge skola (1888-2005) och elevinternat (1956-) tidigare verkade, men där det även fanns butik och post. I byn ligger även Käldinge säteri. I norra delen av Käldinge by finns Käldinge frys med fiskehamn och färjfäste, varifrån en privat färja trafikerar till öarna Öjen och Sandö. Vidare från Käldinge fortsätter Lillandsvägen via byarna Gyttja, Dalkarby och Piparby till Vikom, där vägen igen ansluter till Skärgårdsvägen, som går över Biskopsö och Ernholm innan den når Storlandet. Från Dalkarby går en väg vidare över Sommarö till Kirjais (uttalas kirr-). Från Piparby kan man köra söderut till byarna Klobbnäs och Laggarnäs, båda belägna på sydvästra Lillandet.
Byar på Storlandet är från öster längs Skärgårdsvägen är Kyrkbacken, Väcklax, med vägskäl dels till Grännäs, Ulriksdal och vidare med färja till Högsar (uttalas hö:gsar), dels till Vikperä, vidare Druckis, Böle, Samslax, Galls, med vägskäl till Yttar, Antböle, Koum (uttalas kåom), Bisarböle, Strandby och Spink. En väg från Kyrkbacken genom norra Storlandet passerar Finby, Sellmo, Packais, Mielis, Poutuis, Sexnappa, Toras, Kivis, Jälist, med vägskäl till Vinappa och Sydänperä, Tackork och Koum. Vägar söderut från Skärgårdsvägen går till Korsnäs, Antböle, Risis, Mattnäs, Qviflax och Krook.

### Övriga ortnamn
Bland övriga ortnamn kan nämnas Berghamnsfjärden, Möviken, Pensarströmmen (sund mellan Nagu och Pargas), Örfjärden (fjärd mellan Nagu och Pargas) och Smörasken (ett berg på Högsar).

## Befolkning

### Invånarantal
I Nagu bor ca 1 380 personer året om och sommartid drygt 10 000 personer.

### Språkförhållanden
Majoriteten av Nagus invånare har svenska som modersmål. Vid kommunsammanslagningen 2009 var invånarantalet 1 428 och språkfördelningen svenska 71 % och finska 27 %.

### Dialekt
Nagudialekten är en typisk åboländsk dialekt, vilket syns i vokabulär, grammatik och uttal. 
På nätet finns exempel på i skrift nedtecknad Nagudialekt, såsom En byfärd i tjocka av Edit Mattson, Heli Laaksonens dikter präntta på Nagudialekt, Fogdn Jakob Abrahamssons vistels i Naw sockn och Nagumålet av J. Thurman.
Nagubon Ole Svahnström brukar på Nagudialekt framföra den klassiska visan Undi kockoträ.
Exempel på Nagu dialekt inspelat år 1958 av Kurt Zilliacus: (se filens info för transkribering) 
Exempel på Nagu dialekt inspelat år 2006 med äldre man. 
Här följer några uttalsexempel på orter i Nagu, enligt Svenska litteratursällskapet i Finlands studie över finlandssvenska bebyggelsenamn:
- Antböle: ämmböl
- Berghamn: bärjham
- Bisarböle: bisa
- Biskopsö: byssö
- Böle: bö:l
- Borstö: bå(r)sjte
- Finby: fymmby
- Gyttja: gyti
- Högsar: hökksår
- Hummelholm: hɷmbälhålm
- Innamo: immå
- Käldö: ke:ldi
- Kirjais: kirjas
- Koum: köum
- Kvivlax: kɷlas
- Lökholm: lökkhålm
- Nötö: nöute
- Packais: pakas
- Poutuis: pɷ:rtus
- Prästgården: prestgå:rdn
- Risis: riss
- Samslax: samplas
- Såris: så:ris så:(r)sj
- Sellmo: söllmɷ
- Sexnappa: seksnap
- Simonby: simånbi simåmbi
- Själö: sjä:li sä:li
- Sommarö: såmari
- Stenskär: steinsjär
- Strandby: stramby
- Sydänperä: sö:mpär
- Tackork: takårt
- Trunsö: trunsse
- Väcklax: veklas
- Vikperä: vippära
- Vinappa: vi:nap [34]

### Nynagubor
I oktober 2015 öppnade en mottagningscentral med plats för 150 asylsökande i Hotell Strandbo på Kyrkbacken i Nagu. Naguborna gick man ur huse för att integrera de asylsökande, som först fick namnet "Strandboare", men som med tiden har börjat kallas nynagubor. Begreppet Nagumodellen myntades snabbt i media både nationellt och internationellt, och kom att få innebörden "att ortsbefolkningen är engagerad i mottagningen av asylsökande". Även den brittiske fotografen Giles Duley som dokumenterat flyktingsituationen i Europa besökte Nagu för att dokumentera Nagumodellen och mötet mellan de asylsökande och ortsborna. Duley hade hört talas om Nagu via FN:s flyktingorgan UNHCR i Genève.
Efter att mottagningscentralen stängde våren 2016 ordnade föreningar, företagare och privatpersoner i Nagu bostäder åt de asylsökande som ville invänta svar på sina uppehållstillståndsansökningar i Nagu. Några familjer valde att stanna i Nagu även efter att de beviljades uppehållstillstånd. Nynagubornas antal utökades hösten 2018 i och med att två familjer med kvotflyktingsstatus placerades i Nagu.

## Politik

### Fullmäktige
Sedan kommunsammanslagningen 2009 väljs förtroendevalda från Nagu till Pargas stadsfullmäktige. Av fullmäktiges 35 platser innehas åren 2017–2021 fyra platser av lokalpolitiker bosatta i Nagu: Olof Elenius (SFP), Carita Henriksson (SDP), Nina Söderlund (VF), Staffan Åberg (SFP).

### Mandatfördelning i Nagu kommun, valen 1976–2004
| 2 | 1 | 14 |

| 2 | 1 | 14 |

| 1 | 1 | 15 |

| 1 | 2 | 14 |

| 3 | 14 |

| 1 | 1 | 15 |

| 1 | 1 | 15 |

| 1 | 1 | 15 |

| 8 | 9 |

### Nagunämnden
Områdesnämnden i Nagu är ett för Pargas stadsfullmäktige rådgivande organ beträffande kommundelen Nagu. Områdesnämnden väljs för en mandatperiod på två år. Ordförande för Nagunämnden mandatperioden 2017-2019 är Olof Elenius (ersättare Johan Broos).

## Sevärdheter

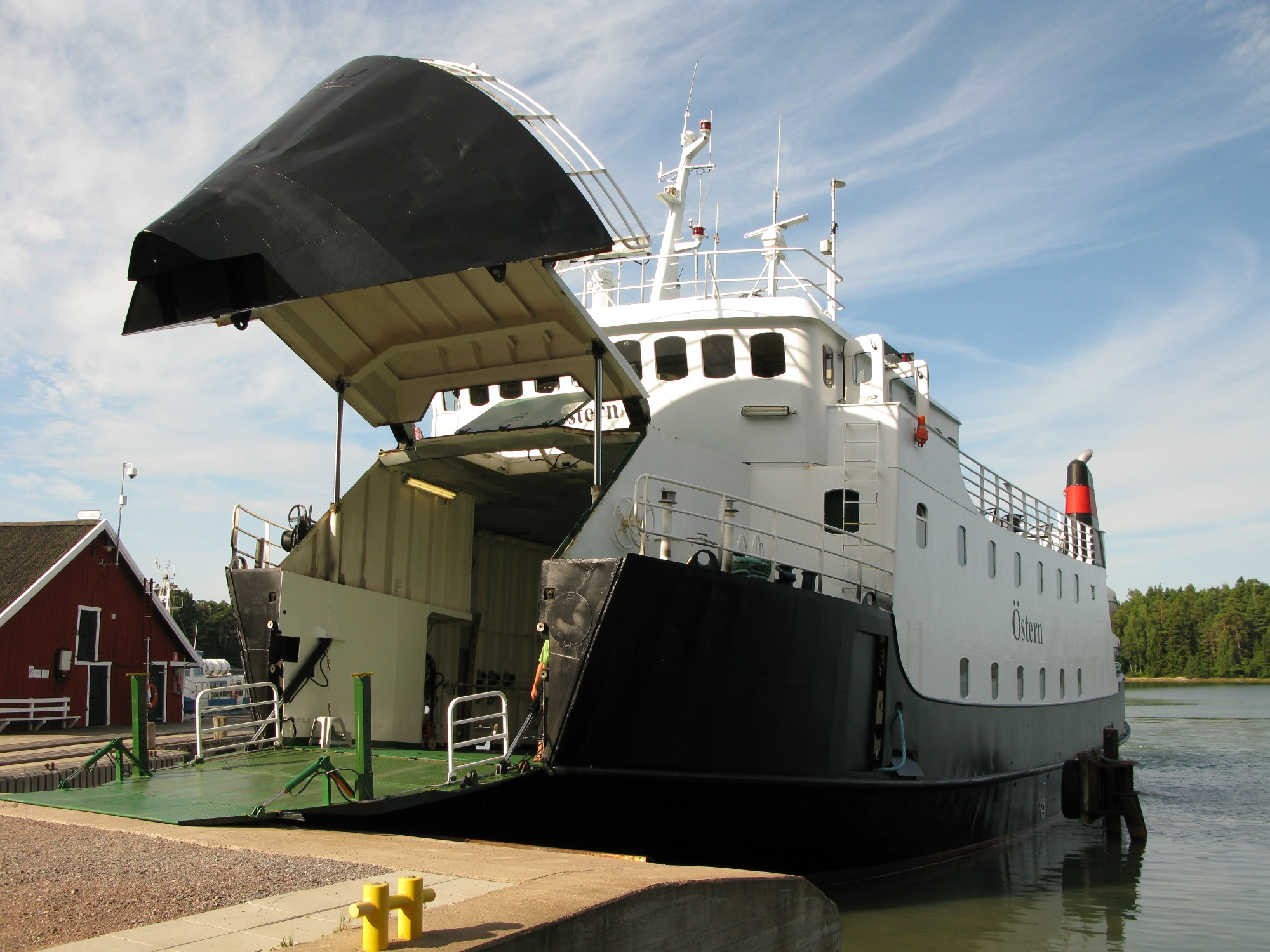
M/S Östern tar i land på Själö.

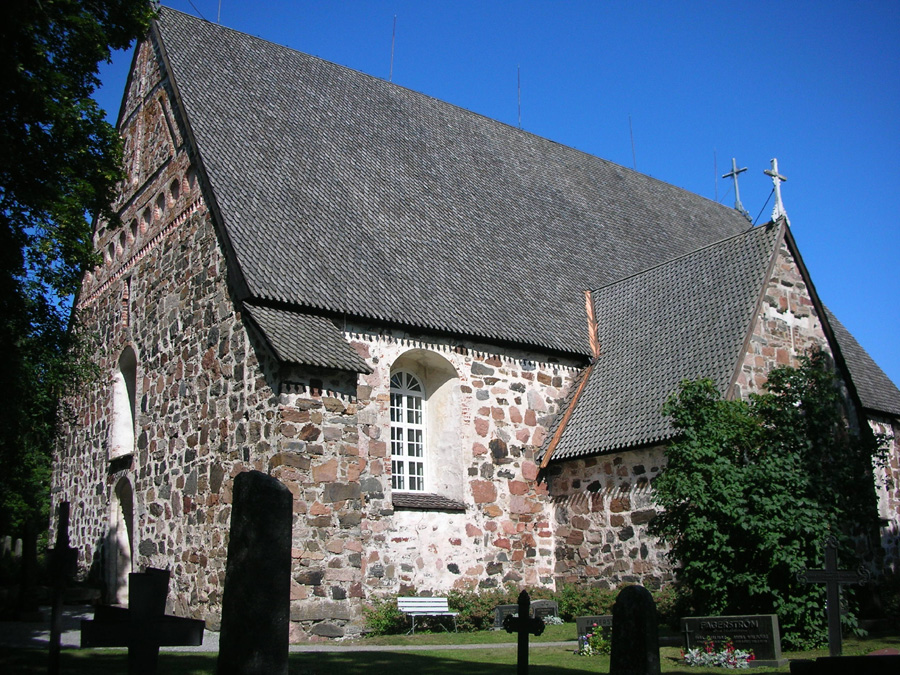
Nagu kyrka sedd från sydväst.

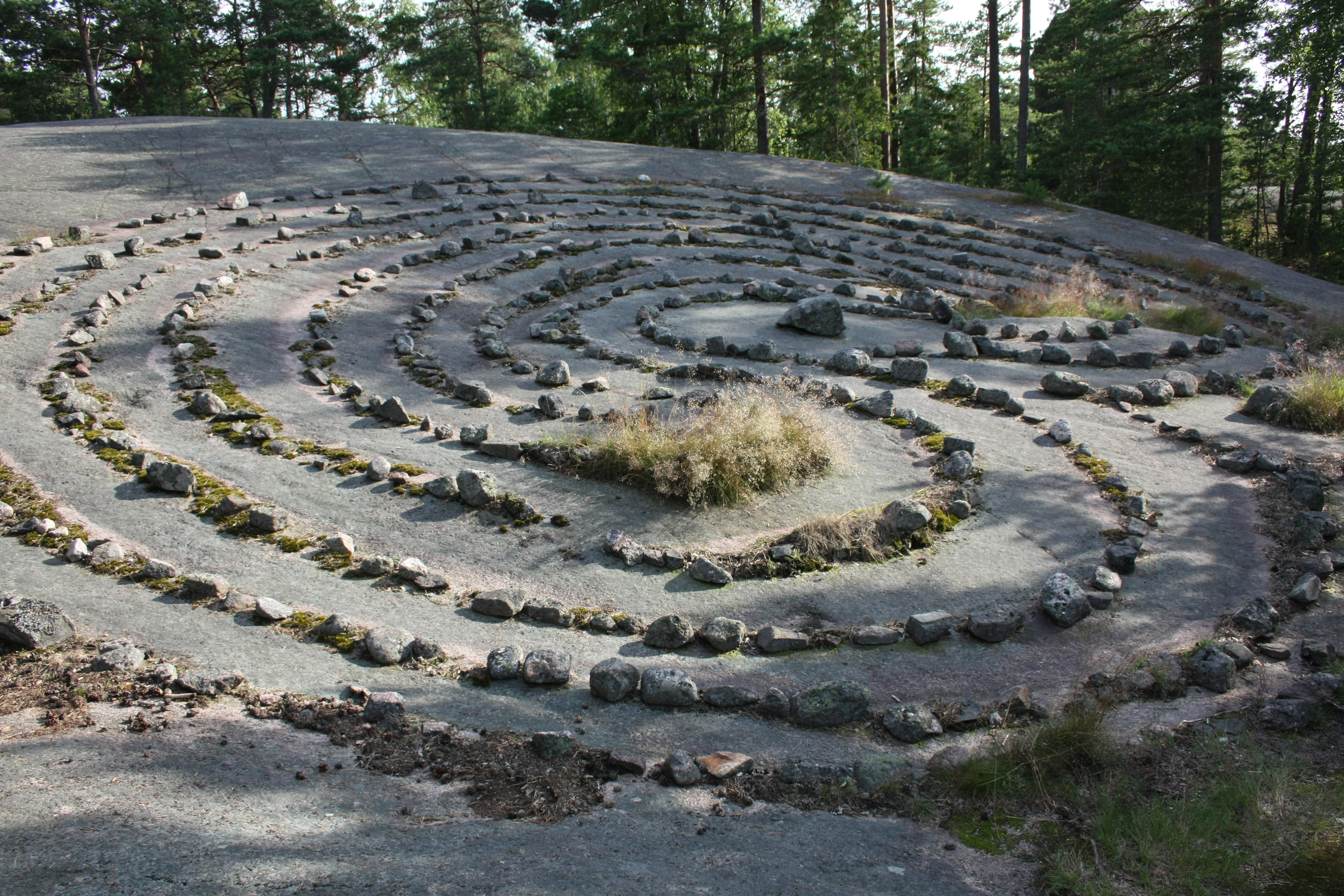
Jungfrudansen i Finby

Nagu är en knutpunkt både längs den 250 kilometer långa Skärgårdens ringväg (Åbo – Nådendal – Gustavs – Iniö – Houtskär – Korpo – Nagu – Pargas – S:t Karins – Åbo) och den kortare rutten Lilla ringvägen, som erbjuder en genväg över Nådendal – Rimito (Hanka) – Själö – Nagu Kyrkbacken. Båda rutterna inkluderar ett avgiftsbelagt färjpass. Längs Skärgårdens ringväg ligger det avgiftsbelagda passet mellan Iniö och Houtskär med M/S Antonia. Längs Lilla ringvägen är avsnittet med M/S Östern (Kyrkbacken – Själö – Hanka) avgiftsbelagt.

### Kyrkor och kapell i Nagu
Nagu kyrka, gråstenskyrkan på Kyrkbacken i Nagu är från 1440-talet. Schwan-orgeln från 1791 hör till Nagus viktigaste sevärdheter. 
Nötö kyrka, Abrahamskapellet, invigdes den 2 juli 1757. Två kapell hade dessförinnan funnits på ön. I Nötö kyrka kan ännu i dag ses Gustaf Lucanders altarmålning runt altarfönstret som vetter mot stranden, hans målningar av Jesu lärjungar på läktaren och ett porträtt som föreställer konstnären själv. 
Själö kyrka uppfördes under åren 1733-1734. Tidigare fanns på platsen S:t Görans kapell, som hade flyttats från Åbo och upptimrats på nytt på Själö år 1624.
Ytterligare finns i byn Mattnäs på södra Storlandet ett bönehus som ägs Svenska Lutherska Evangeliföreningen i Finland rf (SLEF). I Mattnäs bönehus ordnas även några gånger per år sångträffar för allmänheten.

### Kyrkbacken

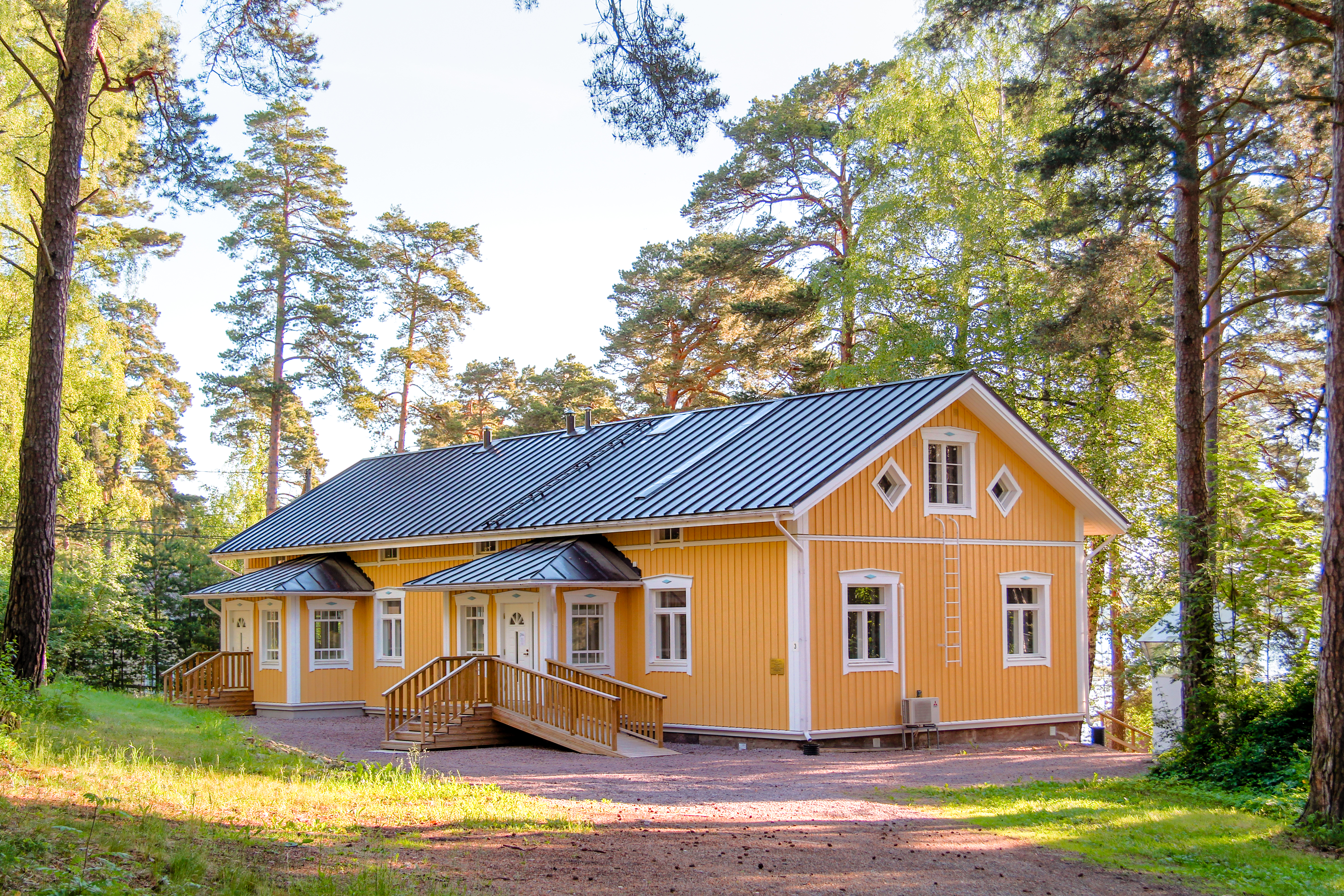
Sjöfartshuset på Kyrkbacken i Nagu

Sjöfartshuset i Nagu bjuder på utställningar som berättar om stolta sjöfartstraditioner på orten från 1800-talets början fram till idag. I utställningen berättas i ord och bild om skeppsbyggeri, fartyg, redare och besättning.
Nagu-nalles egen stig på Nagu Kyrkbacken är en vandringsstig för barnfamiljer. Stigen är uppbyggd kring författaren Henrika Anderssons böcker om Nagu-nalle.
Nagu gästhamn har varit en populär hamn bland seglare ända sedan 1980-talet. Gästhamnen utsågs till Årets gästhamn 1984, men har sedan dess kontinuerligt utvidgats och förbättrats. I gästhamnen finns förutom bryggor, hamnkontor, servicebyggnader och bränslestation för båtar även restaurang och försäljningsbodar.
Westerholmstigen är en vandringsled i varierande terräng som startar från torget i Södra hamnen och leder till Ernholm, där konstnären Victor Westerholm tillbringade en stor del av sin barndom. Informationsskyltar längs stigen berättar om konstnären och Ernholms historia. 

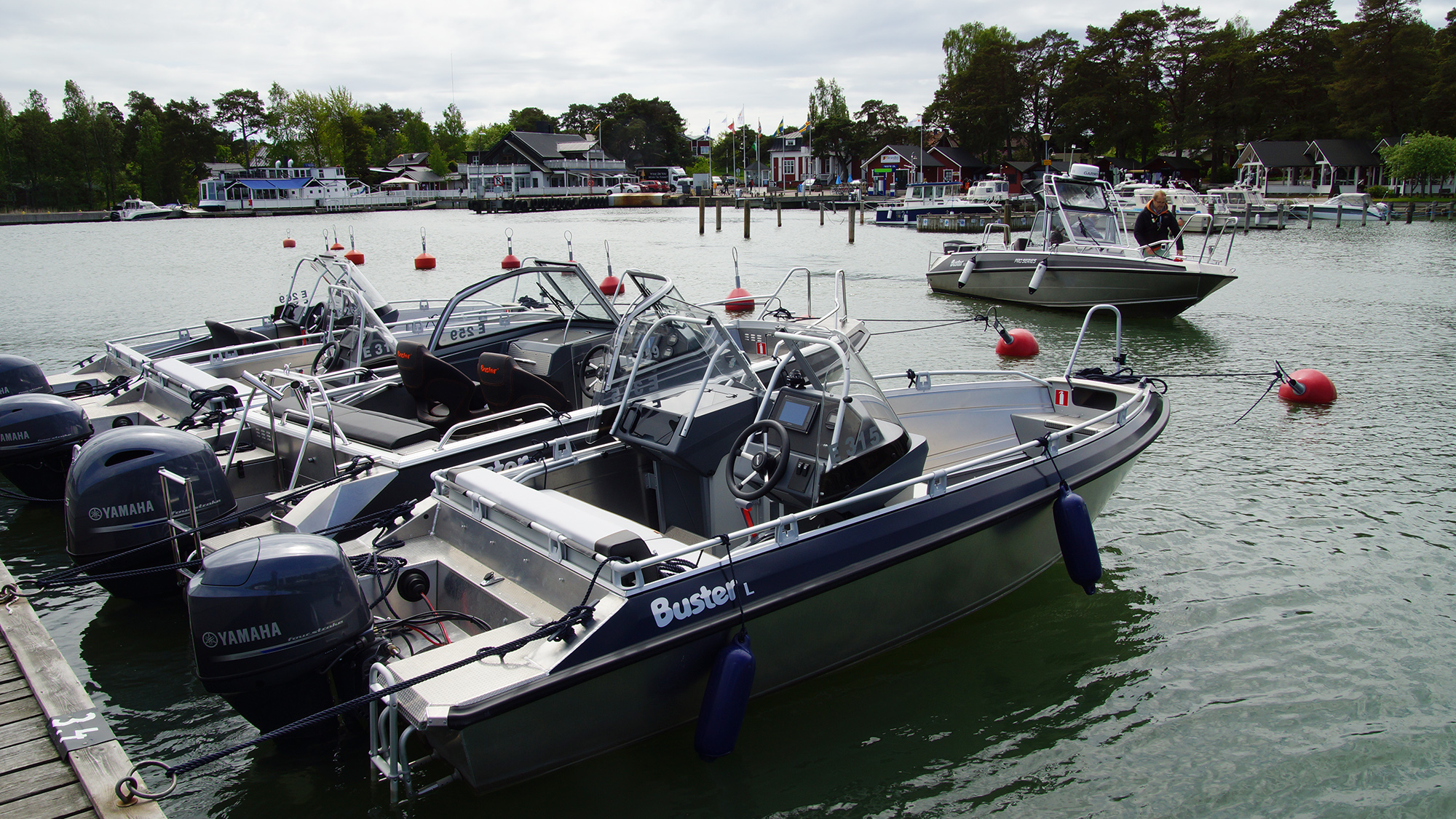
Nagu gästhamn i Norra hamnen på Kyrkbacken

Jungfrudansen i Finby ligger på promenadavstånd från Kyrkbacken (cirka 2 km från gästhamnen). Följ Parkvägen västerut från Gästhamnen, förbi sport- och fotbollsplanerna och fortsätt längs Norrstandsvägen tills vandringsledsmärken leder dig in i skogen söder om vägen och upp på berget till Jungfrudansen.
Själö hör inte till Kyrkbacken, men kan besökas till fots av den som tar någon av förbindelsebåtarna M/S Östern (under högsäsong, mot avgift) eller M/S Falkö (under lågsäsong, kostnadsfritt) från Nagu gästhamn.

### Övriga Nagu

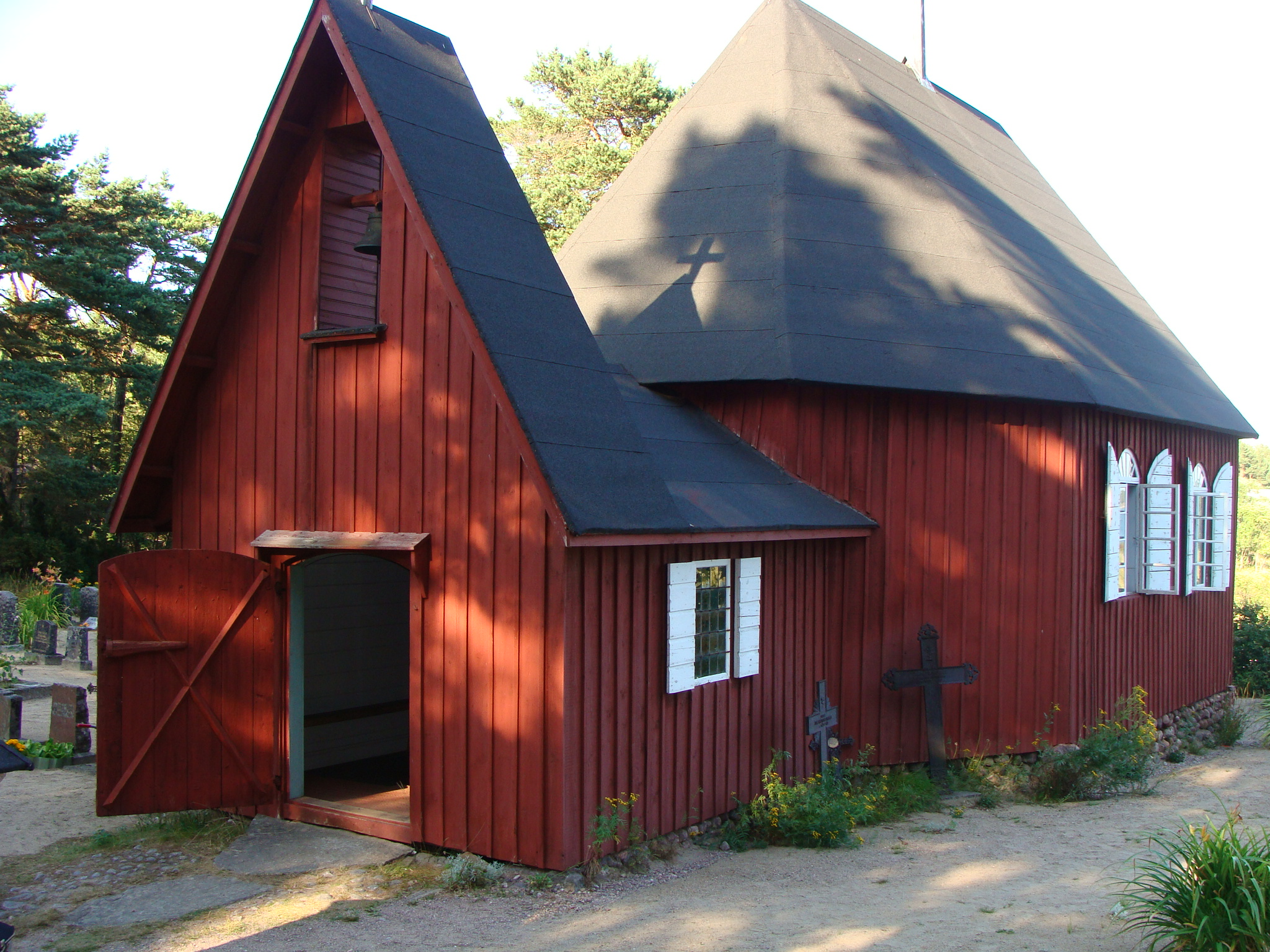
Nötö kyrka

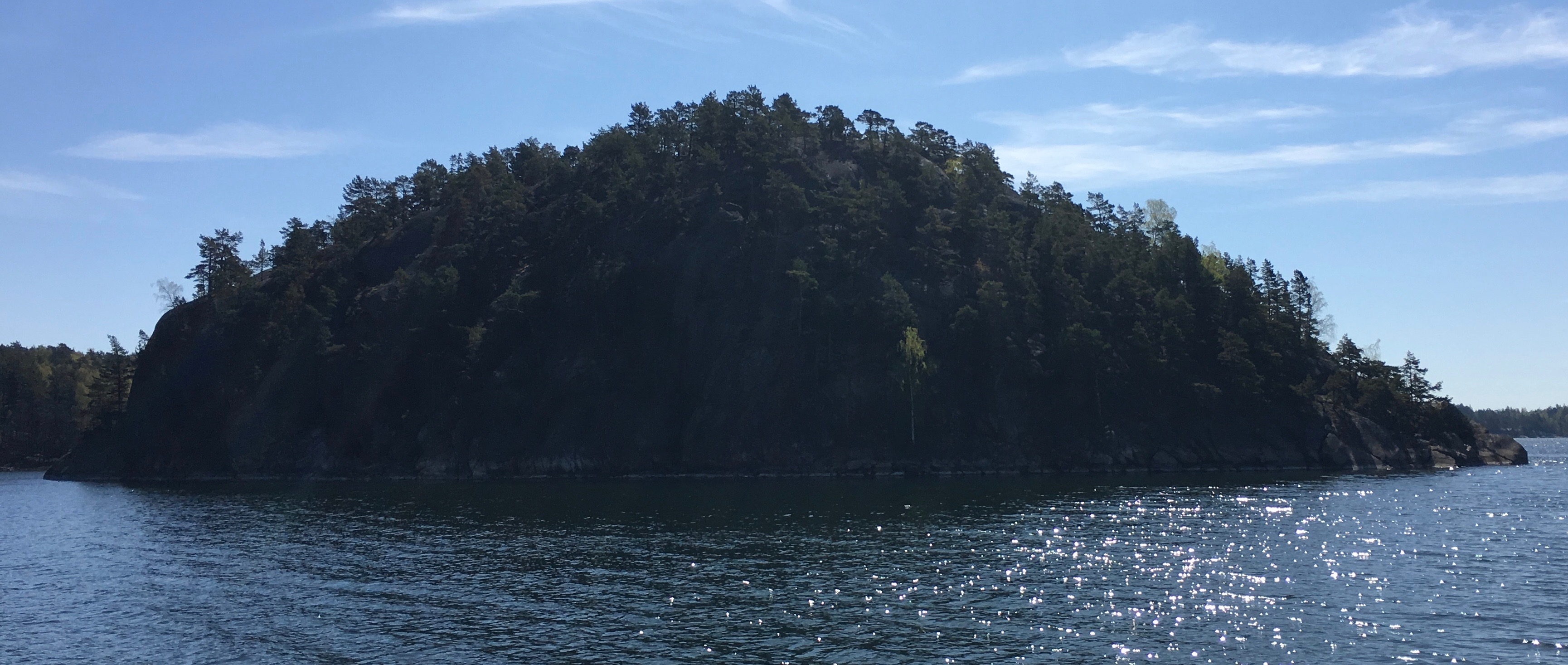
Fornborgen Bornholm i Hangslax

Estonias minnesmärke i Pärnäs uppfördes till minnet av de omkomna i Estoniakatastrofen den 28 september 1994. En stig från färjeläget i Pärnäs leder till minnesmärket på udden.
Fagerlunds traktormuseum är ett privat museum i Tackork, cirka 10 km från Kyrkbacken (mot Korpo). Museet kan uppvisa en samling med 30-talet veterantraktorer återställda till ursprungligt skick.
Kasberget i Prostvik är Nagus högsta punkt. En 4,4 km lång vandringsled sammanbinder Parola-området vid Skärgårdsvägen med Kasberget som bjuder på slående utsikt över norra Nagu.
Smörasken är ett berg på ön Högsar med ett stort flyttblock på toppen. Smörasken är en utsiktsplats och ett populärt utflyktsmål.
Vargberget i Mattnäs har utsiktstorn med utsikt över södra Storlandet och ligger vid en 2,4 km lång vandringsled som startar från Petsorvägen.
Nötö är ett litet året-om-bosatt ösamhälle i ytterskärgården i södra Nagu som sommartid kan erbjuda service som gästhamn, lanthandel, pensionat och kafé. På Nötö finns Nötö kyrka (se ovan) och naturstigar som leder besökarna också till öns andra sevärdheter: Klockarsten – en sten berömd för sin vackra klang och fornminnesgravarna på öns norra del och djävulsåkern på södra udden.
Brännskär är en ö söder om Kirjais i den yttre skärgården med gästhamn, kafé och hyresstugor.
Borstö ligger längst söderut i Nagus ytterskärgård. På ön finns Borstögumman, en galjonsfigur som nu står staty på strandklippan, som har blivit öns symbol och landmärke.
Skyddskårens minnesmärke på Pensar
Bornholm (ö med rester av fornborg) i Hangslax

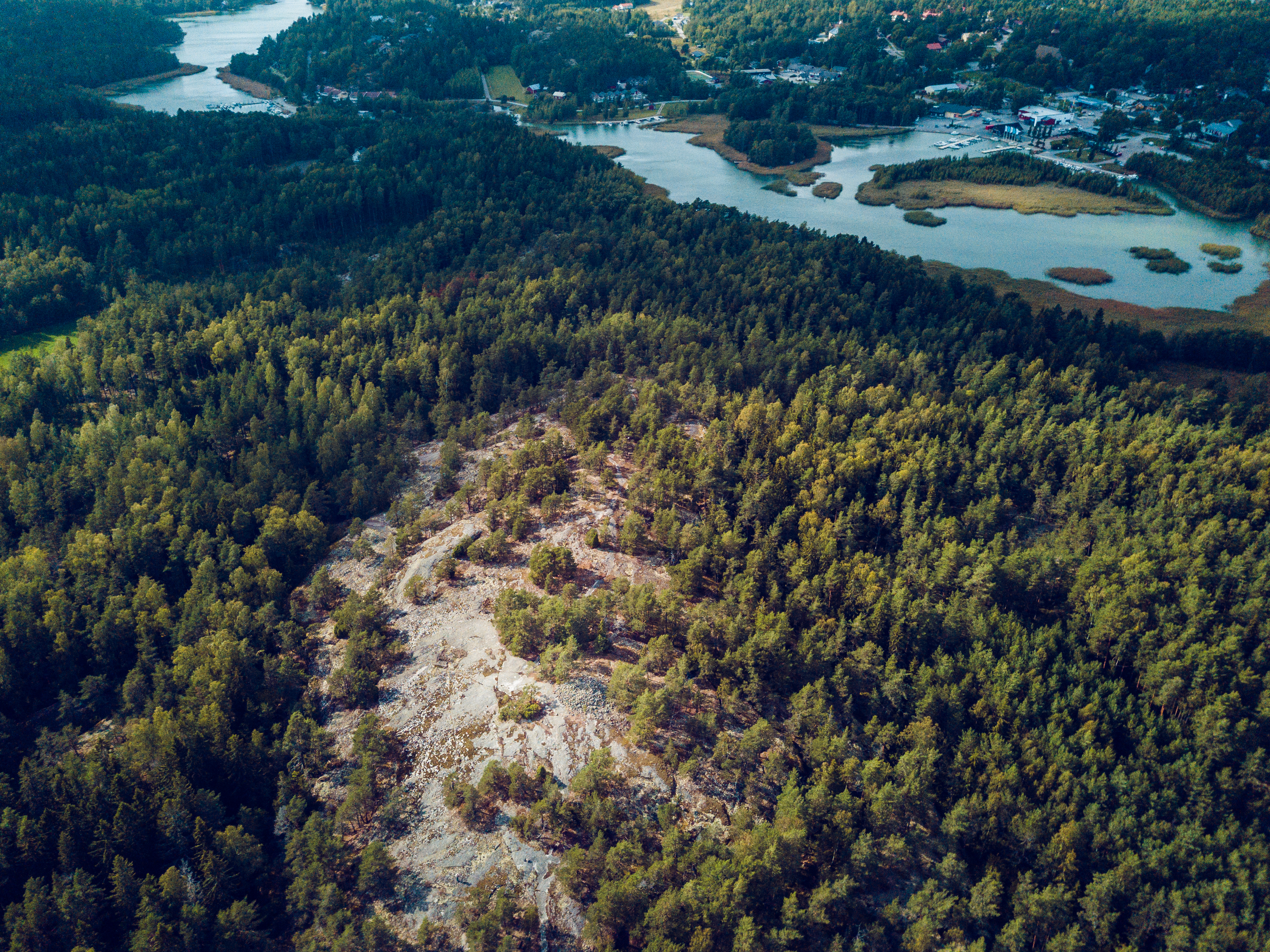
Jetukastet är nära Kyrkbacken.
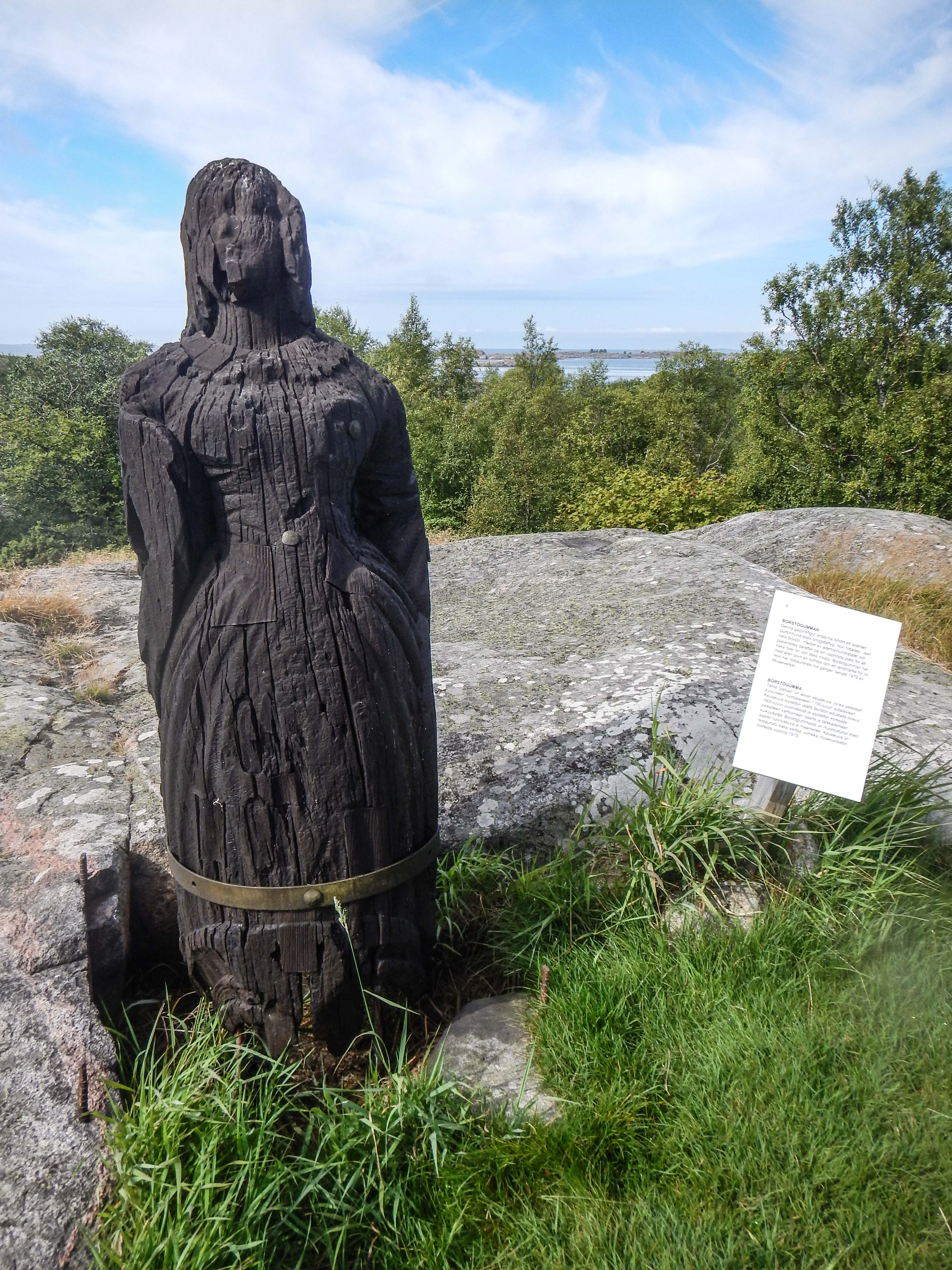
Borstögumman har blivit öns symbol och landmärke.

## Kommunikationer och förbindelser

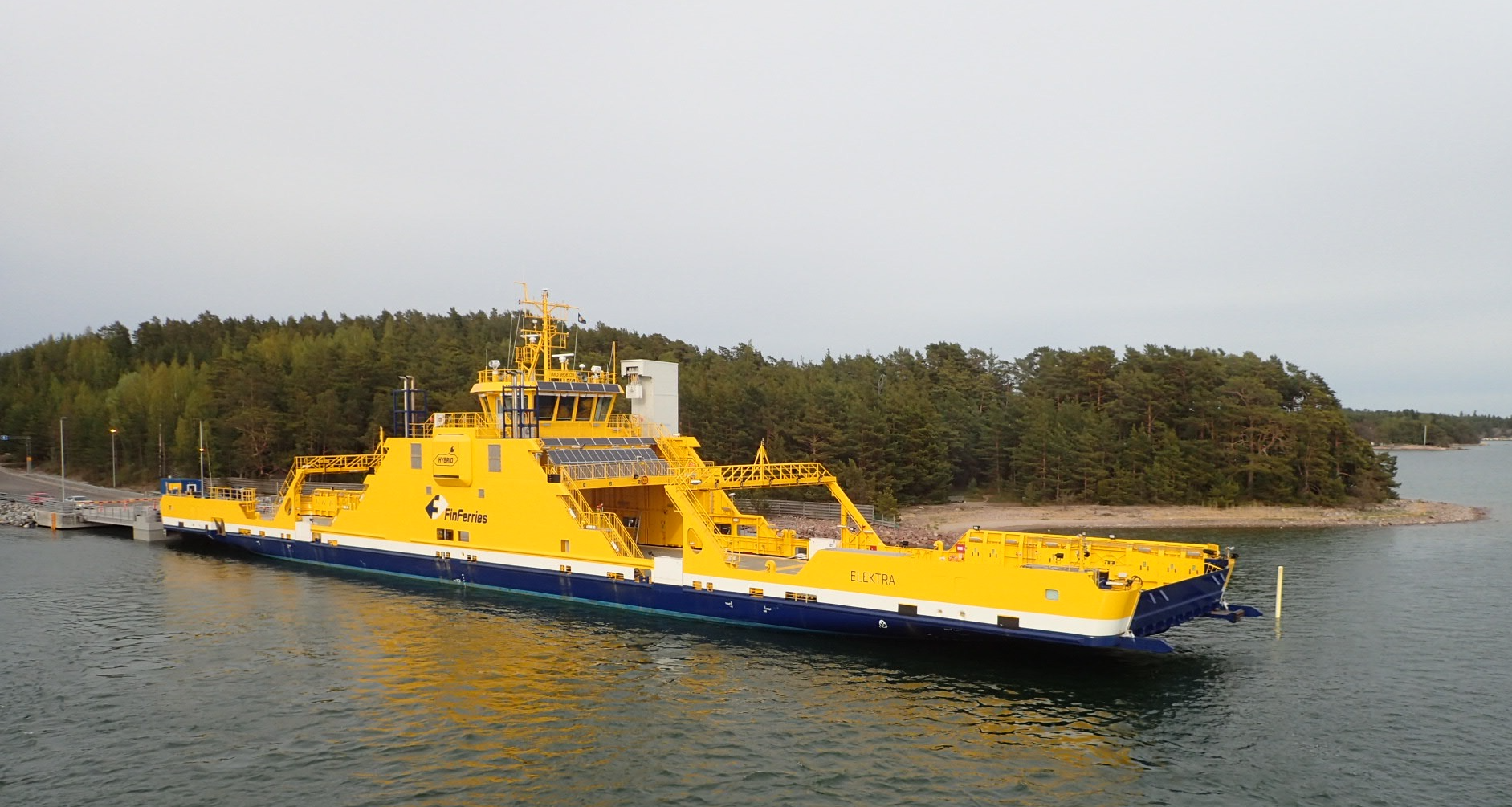
Hybridfärjan Elektra som körs på el trafikerar färjpasset Pargas–Nagu.

### Landsvägsfärjor
Mellan Lillmälö på Pargassidan och Prostvik i Nagu trafikerar landsvägsfärjorna Elektra (hybridfärja som drivs till största delen med el och vars batterier laddas vid båda färjfästen) och Sterna samt Falco vid behov.

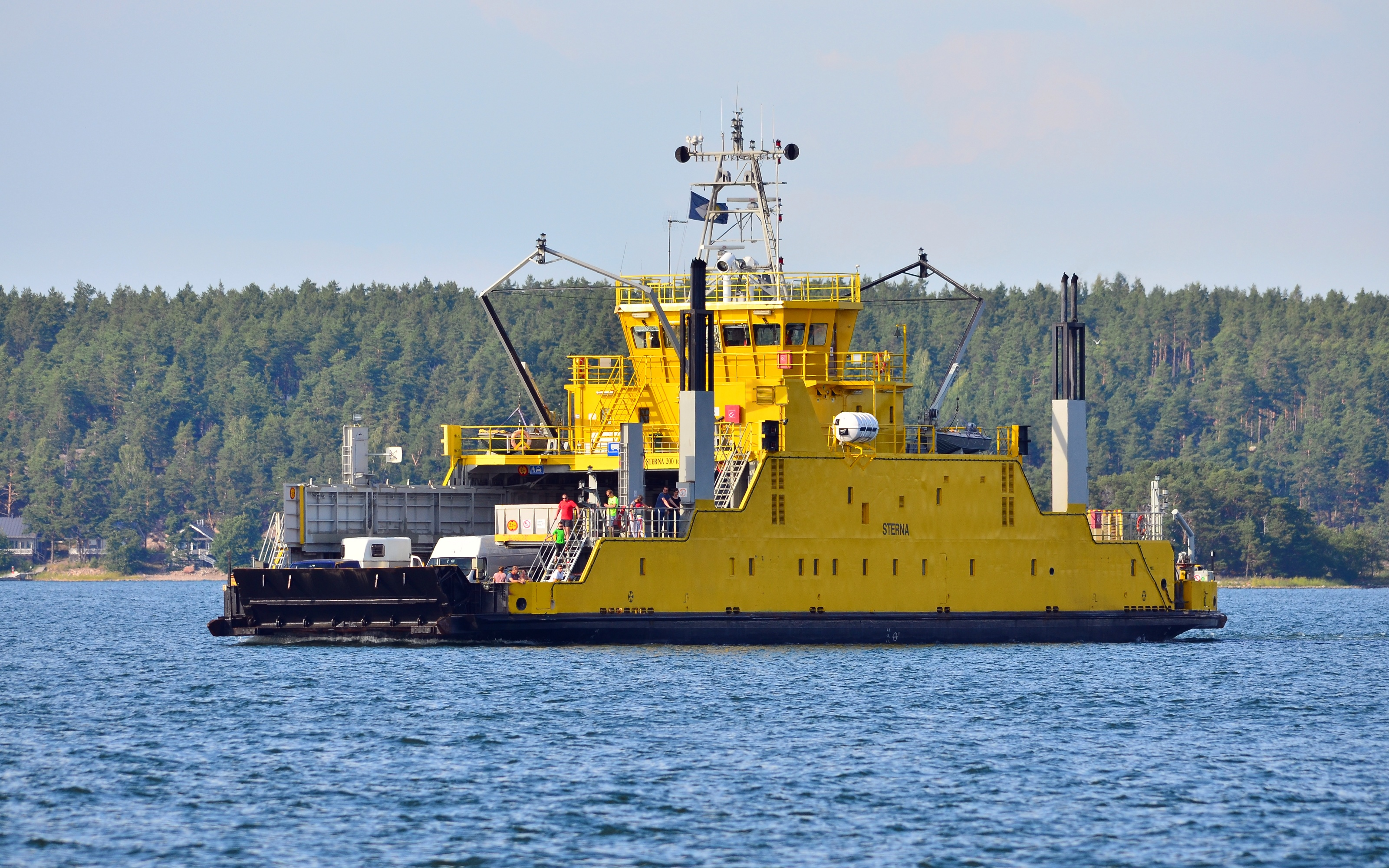
Landsvägfärjan Sterna kör mellan Lillmälö på Pargassidan och Prostvik i Nagu.

Mellan Pärnäs i Nagu och Korpo trafikerar landsvägsfärjan Prostvik 1 och färjan Nagu 2 fungerar som reservfärja.
Det tredje statliga färjpasset i Nagu, "Högsarfärjan", löper mellan Grännäs by på Storlandet och färjfästet på ön Ängholm. Passet trafikeras av färja #182.
Utöver de statliga färjorna finns privata färjor till öarna Haverö, Sandö och Käldö. Färjtrafiken till dessa drivs av öarnas väglag.

### Fast vägförbindelse
En fast vägförbindelse mellan Pargas och Nagu har diskuterats sedan 1960-talet , i flera olika omgångar. De flesta politiker och invånare är överens om att en fast vägförbindelse behövs, men när det gäller hur den borde förverkligas går åsikterna isär. 
Både bro- och tunnelbygge har diskuterats, men en bro har förespråkats både av myndigheterna och av invånare.  Myndigheterna har ändå ännu inte fattat ett officiellt beslut om den potentiella vägförbindelsen borde utgöras av en bro eller av en tunnel.  Det är också fortfarande oklart hur projektet skulle finansieras. 

### M/SEivor

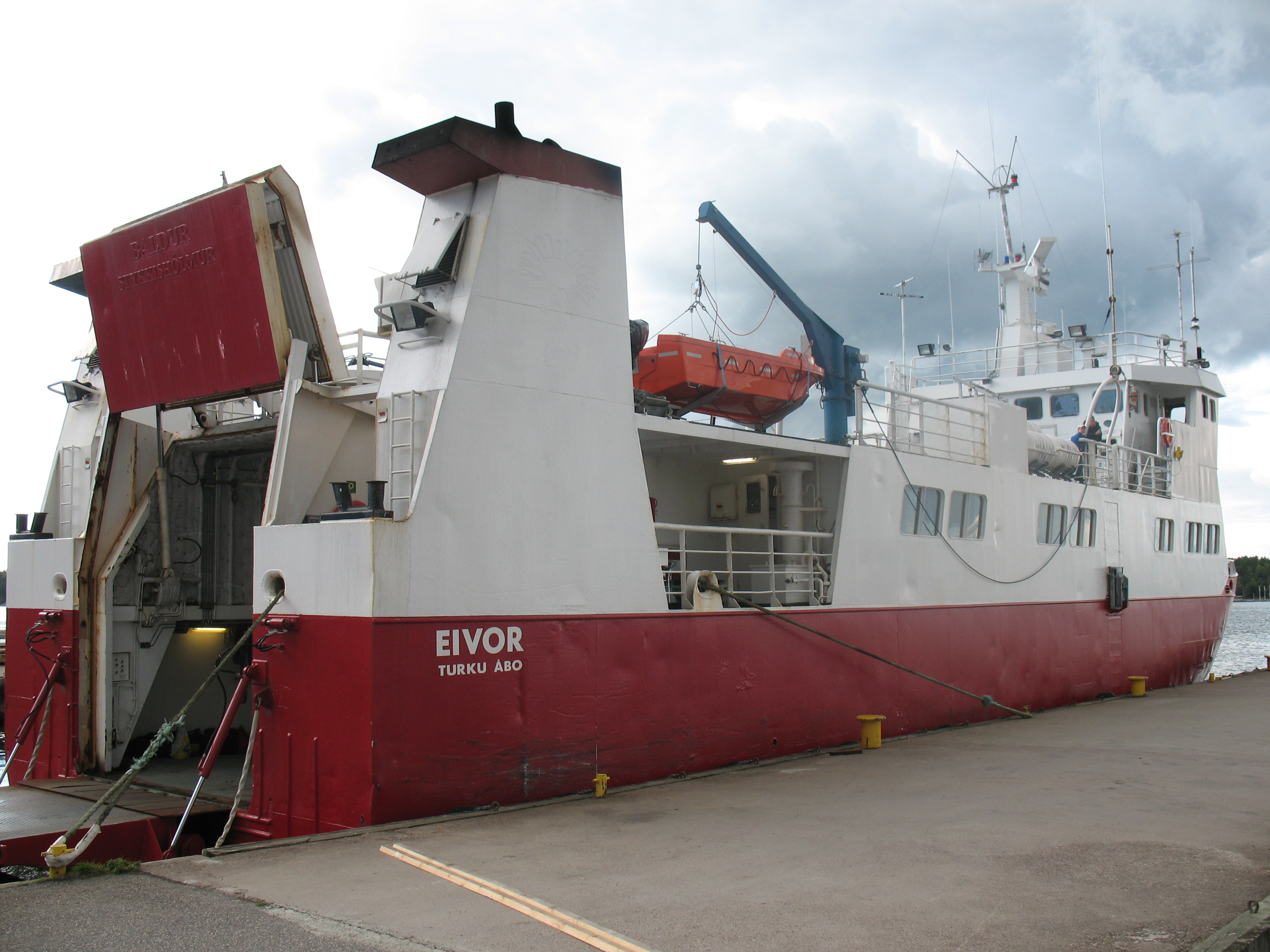
M/S Eivor vid kajen i Pärnäs.

M/S Eivor trafikerar söderut från Pärnäs i västra Nagu. Rutten går under namnet Utörutten och anlöper Nagus västligaste samt Korpos östligaste och sydligaste öar. Längs rutten finns bland annat följande öar: Nagu Berghamn, Nötö, Aspö, Jurmo och Utö.

### M/SNordep
M/S Nordep är en förbindelsebåt som trafikerar från Kirjais Österudde till Pensar och öarna i södra Nagu. Längs rutten ligger bl.a. Gullkrona, Stenskär, Brännskär, Sandholm, Lökholm, Trunsö, Bodö och Borstö.

### M/SFalkö
M/S Falkö trafikerar på den norra rutten med Kyrkbacken som hemhamn. Förbindelsebåten anlöper Naguöarna Själö och Innamo samt Korpoöarna Järvsor, Maskinnamo, Åvensor och Norrskata.

### M/SCheri
M/S Cheri trafikerar längs den så kallade tvärgående rutten som sammanbinder Kirjais Österudde i öster med Pärnäs i väster. Längs rutten ligger öar som Gullkrona, Stenskär, Brännskär, Grötö, Mattnäs (by på södra Storlandet), Berghamn och Ängsö.

### M/SÖstern
M/S Östern är en avgiftsbelagd förbindelsebåt som trafikerar mellan Nagu Kyrkbacken och Aaslaluoto i Rimito. Längs rutten ligger även Själö. Östern trafikerar endast sommartid och är en del av turistleden Lilla ringvägen.

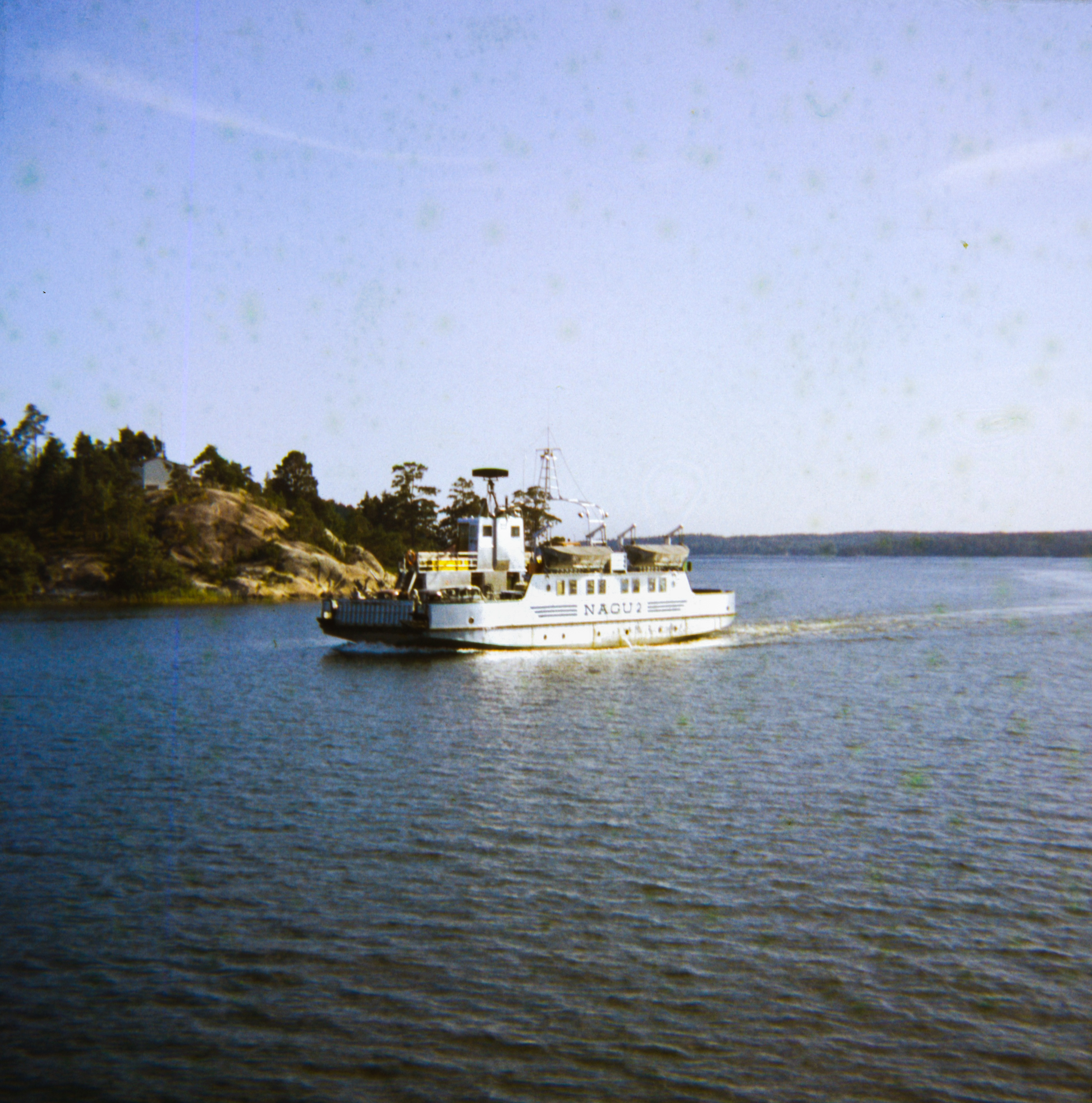
Färjan Nagu2 som gick mellan Lillmälö och Prostvik. Bild tagen i juni 1960.
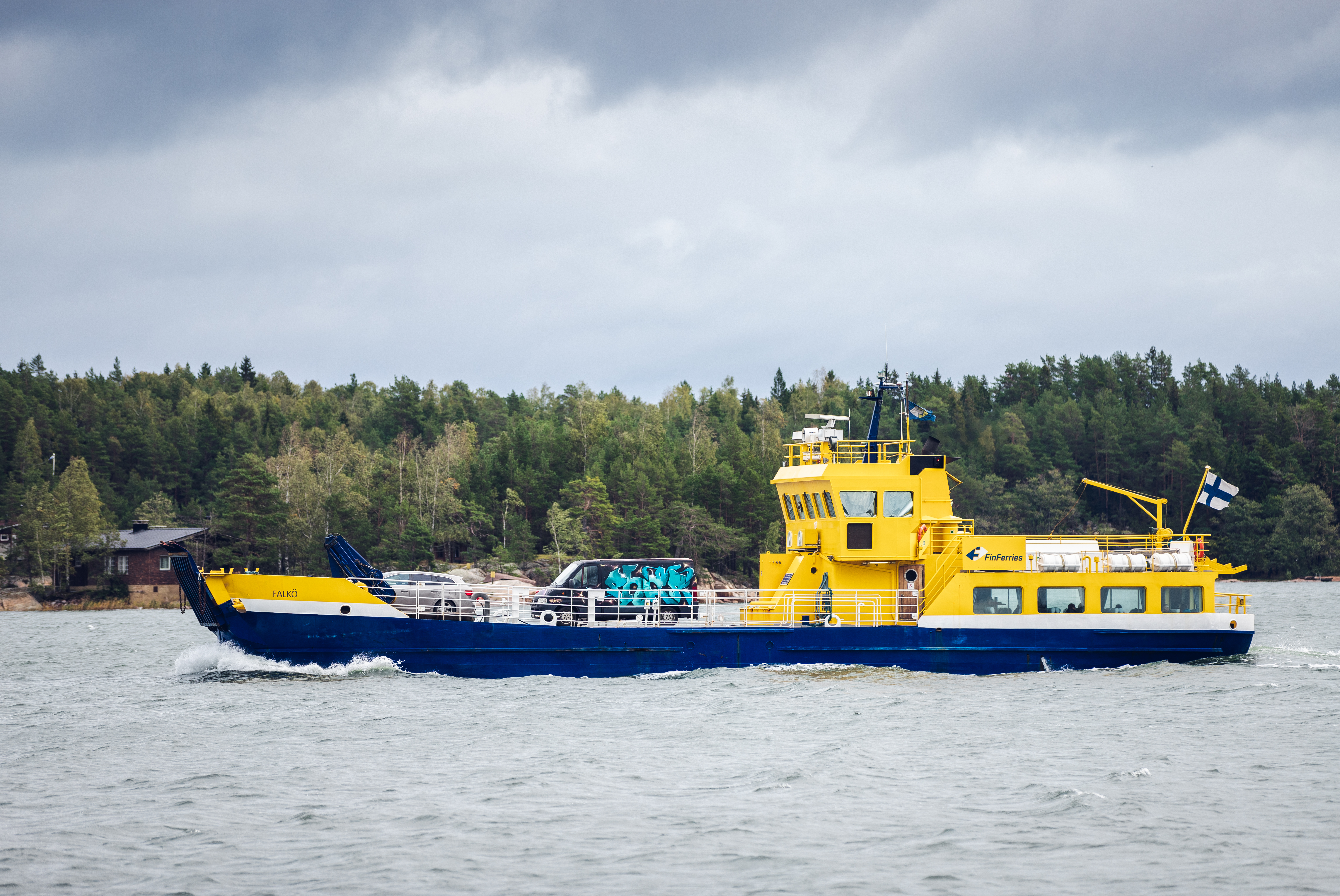
M/S Falkö utanför Framnäs simstrand.
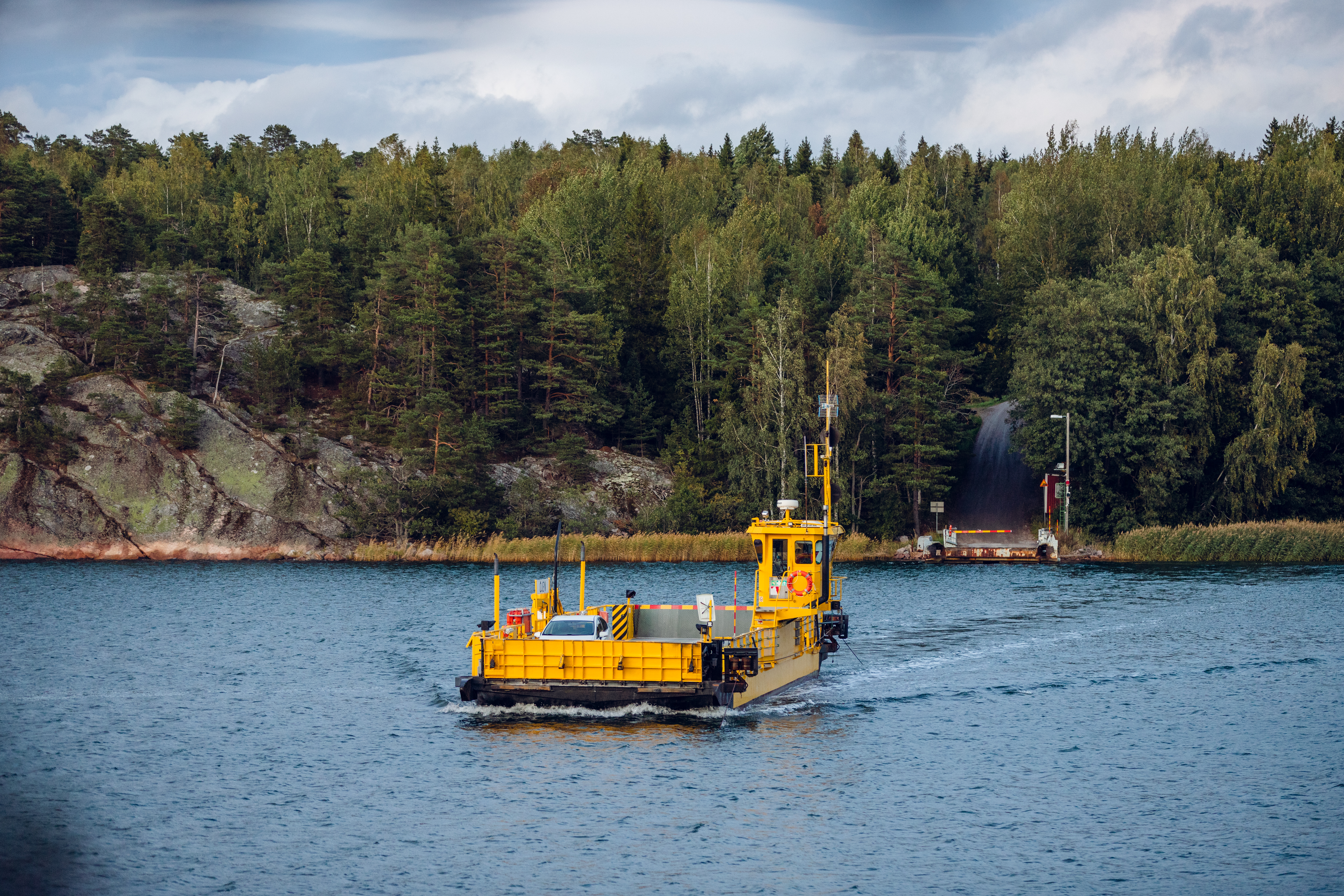
Färjan Öjen vid Käldinge färjfäste.

## Kultur

### St Olav Waterway
Den 6 december 2018 godkändes pilgrimsleden St Olav Waterway (S:t Olofs sjöväg) som officiell kulturled av Europeiska rådet. Olofsleden går genom hela Nagu på väg från Åbo via Åland och Sverige till sin slutpunkt i Trondheim i Norge.

### Forneldarnas natt i Nagu

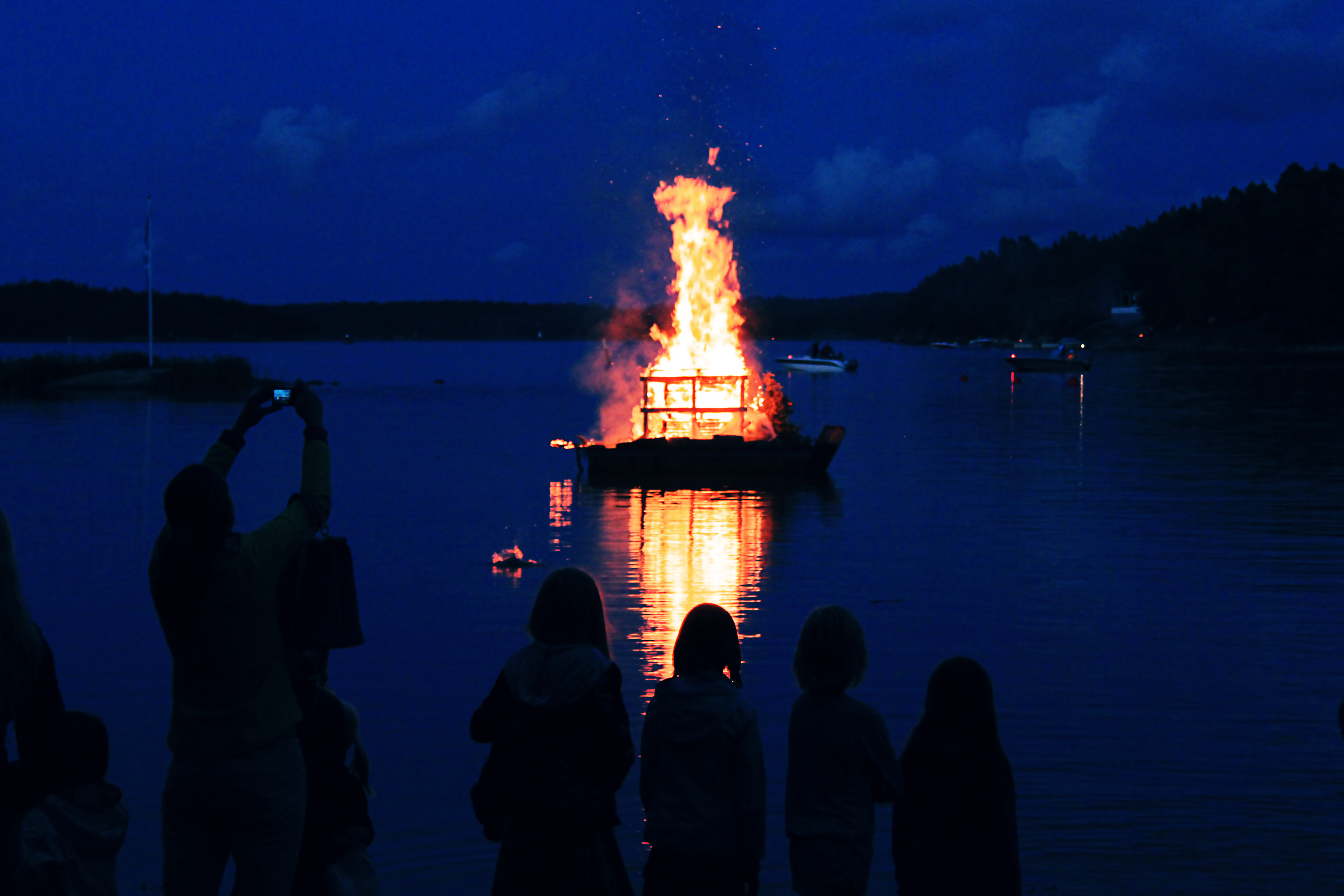
Forneldarnas Natt 2012.

Forneldsfesten i Nagu ordnas varje år vid Framnäs på Kyrkbacken. Forneldsfesten i Nagu är särskilt populär bland barnfamiljer. Under kvällen bjuds det på uppträdanden av kända och mindre kända artister. Nagu Rotary r.f. arrangerar sandslottstävling för barn, och sedan år 2017 även för vuxna. Flera av ortens föreningar arrangerar gemensamt kvällen i samarbete med Pargas stad.

### Nagu Segelsällskap
Nagu Segelsällskap r.f. grundades ursprungligen redan 1893. Hemhamnen finns i Nagu med en brygga som har 42 platser. Klubbkontor finns vid bryggan vid gästhamnen. Klubben har ca. 220 medlemmar. 
Ursprungligen stadgades att "Segelsällskapets syftemål är att förmedelst anställande af täflingar uti segling, befordra konsten att på ändamålsenligaste sätt bygga och tackla samt handtera större och mindre skärgårdsfarkoster och sprida praktisk kunskap om de första begreppen i sjöväsendet." .
NSS idkar även idag undervisning i segling och gott sjömanskap.

### Multiculti
Multiculti r.f. är en i Nagu registrerad förening, vars syfte är att stödja olika former av kultur i Nagu. Multiculti ordnar i samarbete med andra föreningar i Nagu kulturevenemang i större och mindre skala, såsom potatisfestivalen De Vita Päron, musikevenemanget Ur kamarn för amatörer och professionella kammarmusiker, en familjefest under forneldarnas natt och konserten Musica Silentii in Archipelago när höstmörkret ligger som tätast över skärgården. Dessutom inbjuder Multiculti författare, musiker och mindre teatergrupper samt ordnar kulturluncher och hembygdsturer (i samarbete med Nagu hembygdsförening r.f.).

### Nagu Kammarmusikdagar

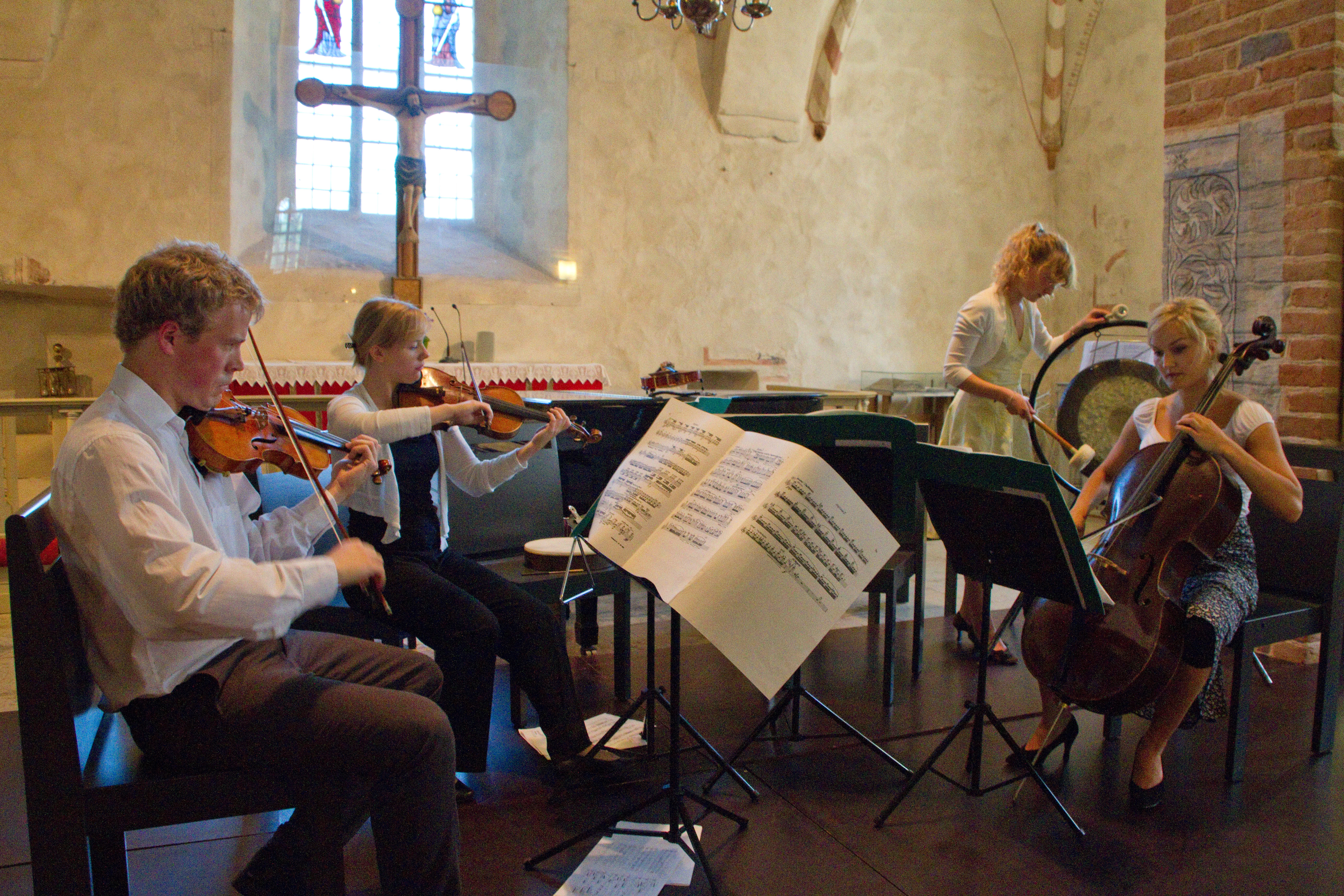
Nagu Kammarmusikfestival 2010

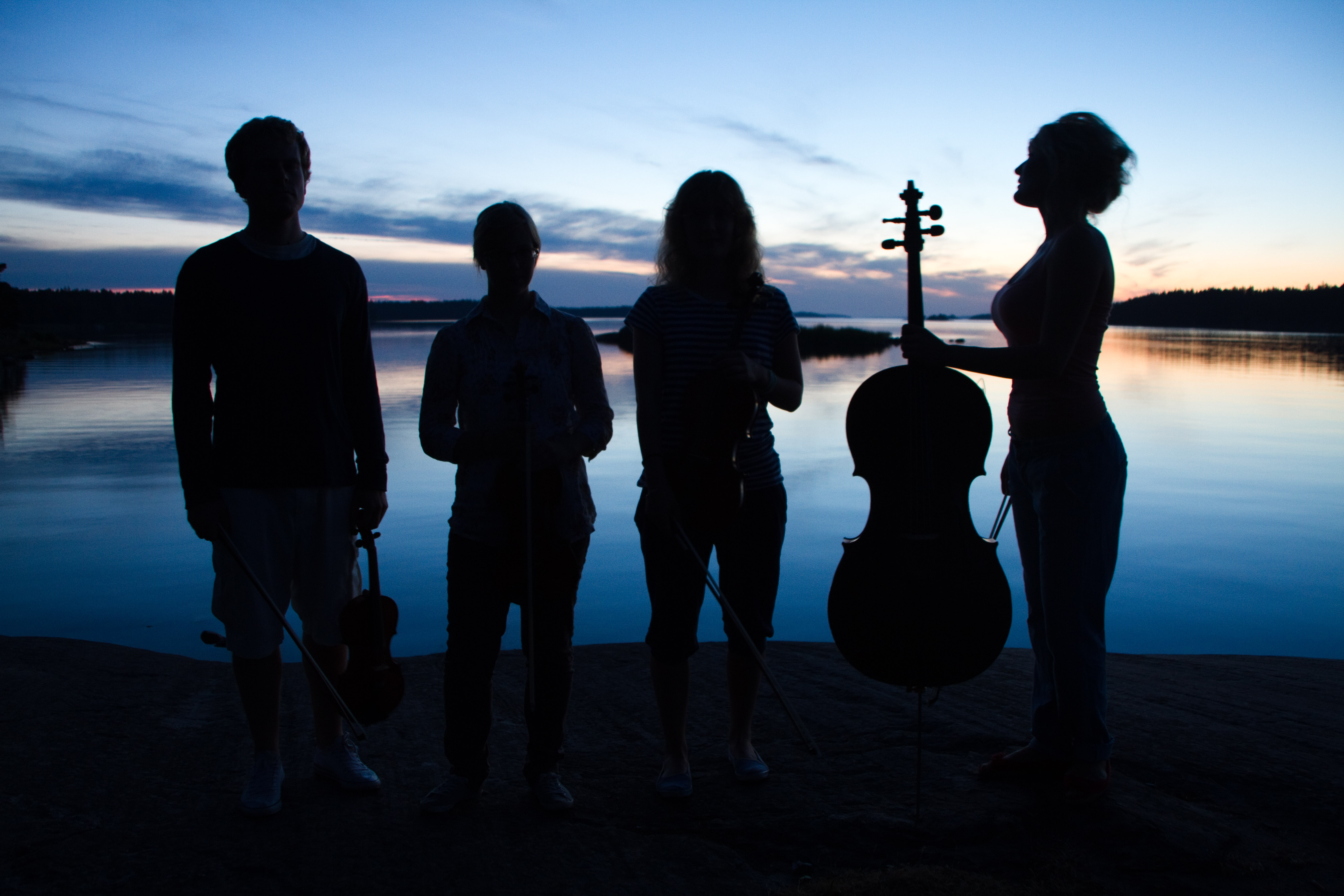
Stråkkvartetten UNI uppträdde 2010

Nagu Kammarmusikdagar ordnas första veckoslutet i juli, sedan år 2002. Arrangören har sedan början varit cellisten Erkki Lahesmaa. 
På programmet står både kammarmusikkonserter med klassisk musik och en traditionell orgelkonsert. Den huvudsakliga konsertplatsen är Nagu kyrka med sin unika Schwan-orgel från 1791.. Evenemang ordnas också på andra ställen i Nagu, t.ex. år 2019 i Själö kyrka, restaurang L'Éscale och Vestergård i Qviflax. Under festivalen uppträder framträdande musiker, men även ortens egna unga musikstuderande får under parallellkonserten Ur kamar'n uppträda tillsammans med yrkesmusikerna. Ur kamar'n ordnas i samarbete med föreningen Multiculti rf. 

### Nagu kajakmaraton

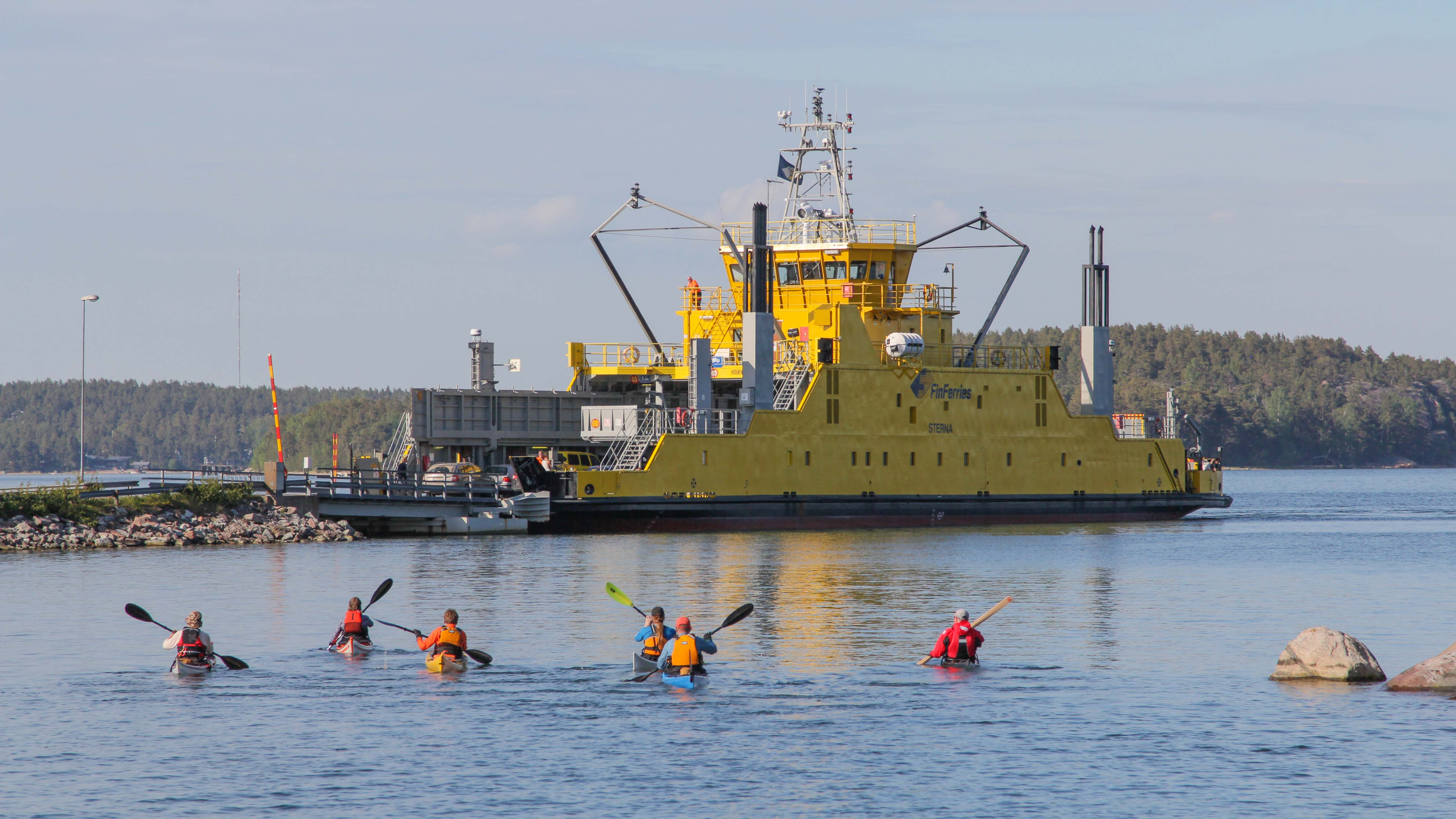
Nagu Kajakmaraton vid Prostvik färjfäste

Nagu Kajakmaraton ordnas sista veckoslutet före midsommar i juni, sedan år 2012. Rutten går från Nagu hamn runt Ernholm, under Norrströmsbron, Biskopsö bro till Kirjais Bystrand, varefter rutten går mot Pensar där sträckan är halvvägs. Den totalt 45 km långa rutten fortsätter runt Pensar och Sandö via Prostvik färjfäste och sedan norr om Lillandet tillbaka till Nagu hamn. 
Paddling utövas flitigt av idrottsentusiaster i Nagu, även vid sidan av Nagu Kajakmaraton  . Paddlarna idkar även andra former av idrott gemensamt, såsom löpning, yoga och simning .

### Olofsdagen
Olofsdagen i Nagu är ett evenemang som sedan 2006 tidvis ordnas på Nagu Kyrkbacken en lördag nära Olofs namnsdag den 29 juli, enligt förebild från medeltiden. Olav den helige som är den ene av Nagu kyrkas två skyddshelgon har fått ge namn åt dagen.

### Potatisfestivalen "De vita päron"

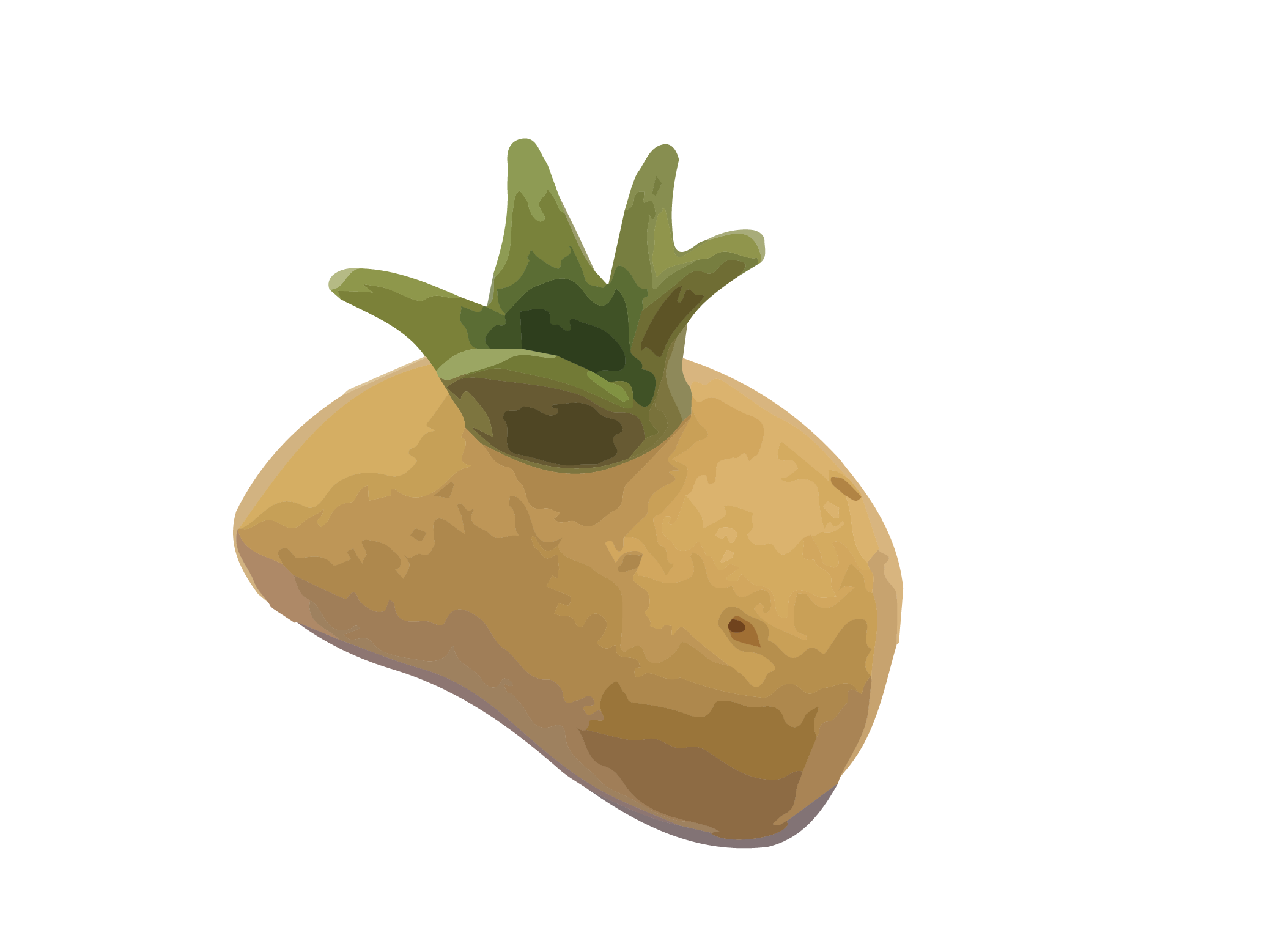
Potatisknölen – en gyllene kronbeprydd potatis, gjord av Nina Wiiala-Laude. Den ges åt en Nagubo som gjort speciellt förtjänstfulla insatser för sin omgivning.

Potatisfestivalen "De vita päron" är en årligen återkommande marknadsdag med potatisen i centrum. År 2019 ordnades marknaden för 15:e året i följd. Lokala företagare säljer bl.a. nypotatis, hembakat bröd, lammprodukter och annat närproducerat samt hantverk . I samband med festivalen har också en kajakmaraton ordnats. Föreningen Multiculti r.f. arrangerar marknaden i samarbete med Pargas stad för att fira den mest kända Naguprodukten, nypotatisen.

### Bertel Nagubo

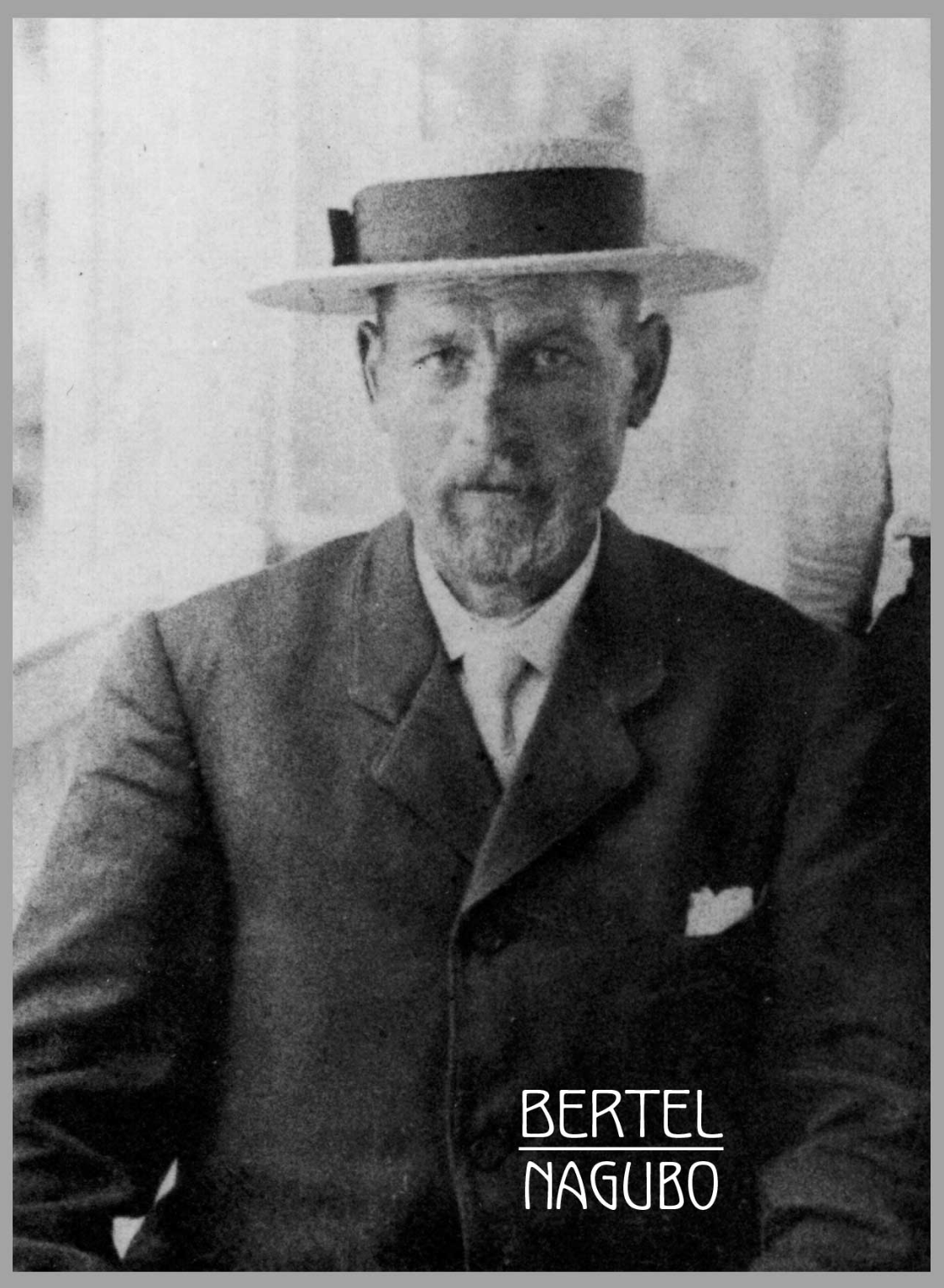
Bertel Nagubo

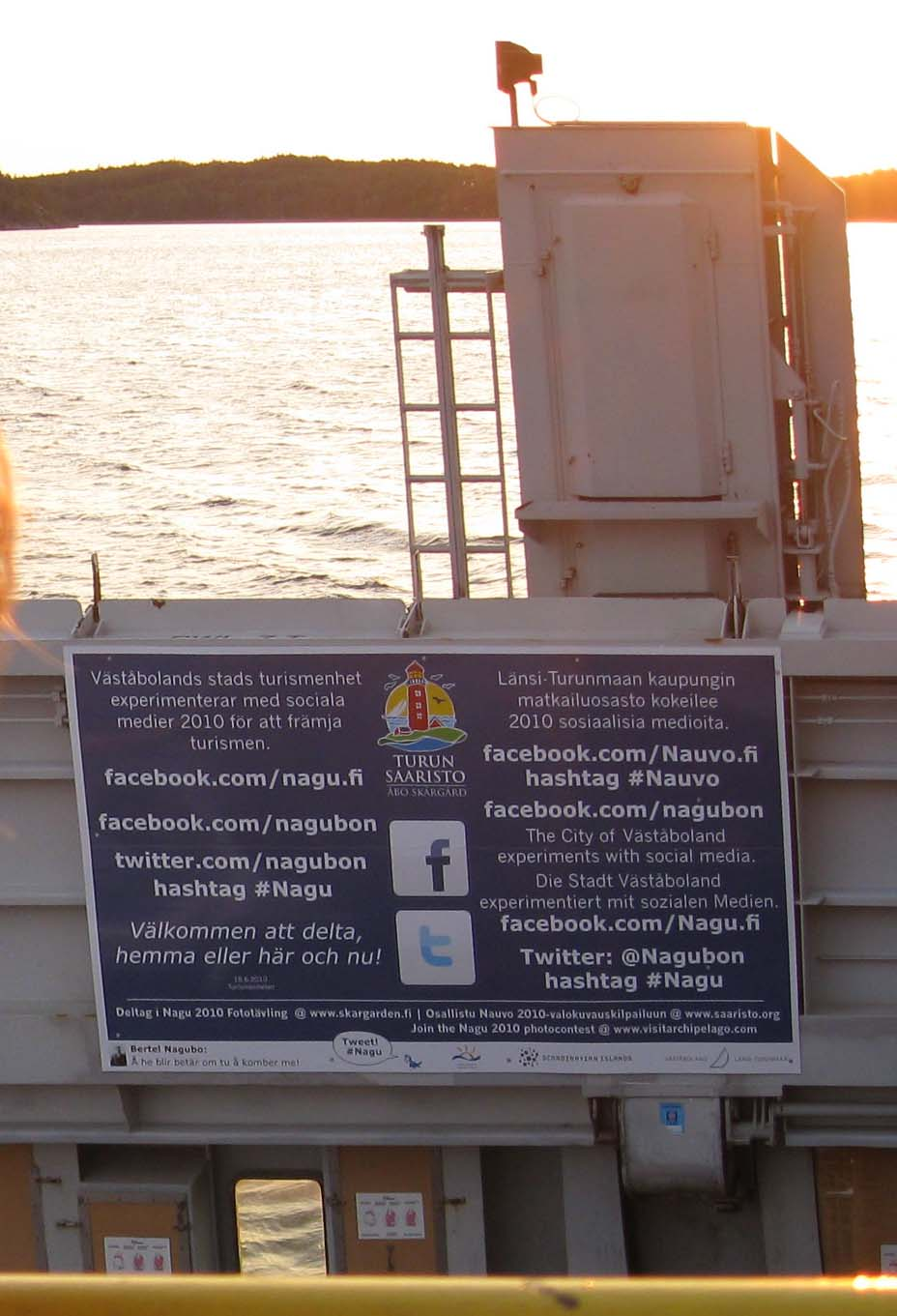
Bertel Nagubo: Å he blir betär om tu å komber me!

Bertel Nagubo är en fiktiv person, enligt egen utsago ”En rätt så gamal gentleman, e myky för ti spatser med käpp på Körkbackan i Nagu socken. Gillar mest å filosofer å studer vad som händer å sker, å speciellt då i Nagu.”. Bertel uppstod på privat initiativ i maj 2010 i samarbete med turismenheten i dåvarande Väståbolands stad. Bertel uttrycker sig på Nagudialekt i skrift på sociala medier. 
Bertel vill knyta samman ständiga Nagubor med tidvisa Nagubor och turister. Bertel "vill vara hjälpsam mot allt och alla, och hoppas att han inspirerar allt fler att tillbringa allt mer tid i det vididullåt vackra Nagu".
Bertels ackuschörska är IT-företagaren Kaj Arnö. Pargas stad har för Bertel vunnit brons i kommunal marknadsföring år 2011.

### Nagu Rotaryklubb
Nagu Rotaryklubb r.f. (NRK) är en lokal klubb under den internationella ideella  organisationen Rotary International, som globalt har 1,2 miljoner medlemmar. Nagu Rotaryklubbs motto är “För ett renare Skärgårdshav”. Under perioden 1.7.2019-30.6.2020 fungerar Inguar Karlsson-Parra som föreningens president och Åsa Sundström som 1. sekreterare.
Klubben träffas på Restaurang L'Escale i Nagu, från maj till september torsdagar kl 18, och från oktober till april fredagar kl 18. Förutom veckoträffarna ordnar NRK även andra evenemang, som seminarier, exkursioner och gemensamma resor.

## Näringsliv

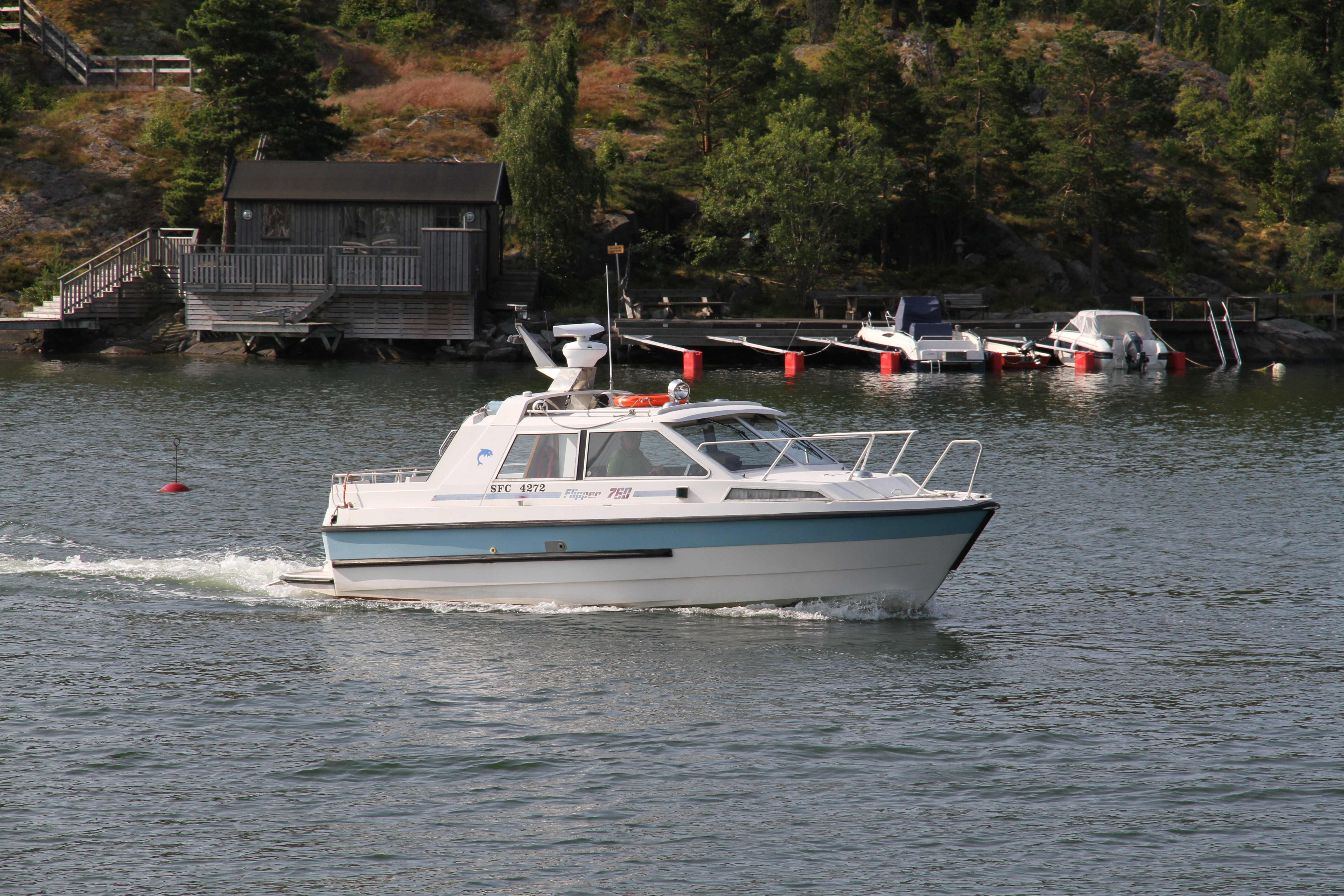
En Flipper 760.

### Näringslivet fram till 1980-talet
Ännu i början av 1900-talet var sjöfarten den viktigaste näringsgrenen i Nagu, men så småningom tog jord- och skogsbruk samt fiske över som huvudsakliga näringsgrenar. Lantbruket är fortsättningsvis viktigt i Nagu, medan endast ett fåtal yrkesfiskare finns kvar. En Naguprodukt som årligen får stor spridning är nypotatisen, som odlas på många gårdar i Nagu och säljs i stora delar av landet från månadsskiftet maj–juni och framåt. 

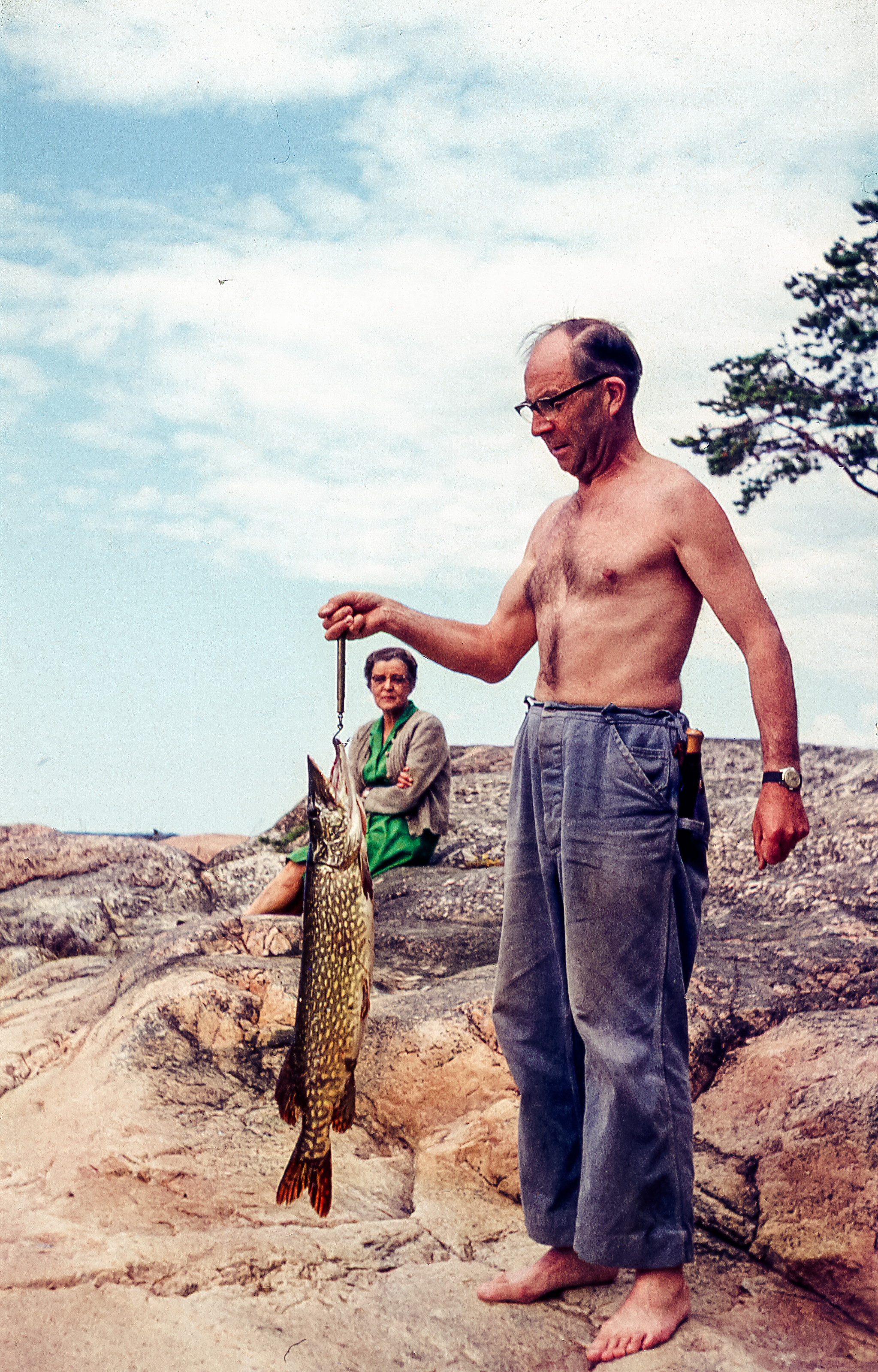
Fiskelycka 1965.
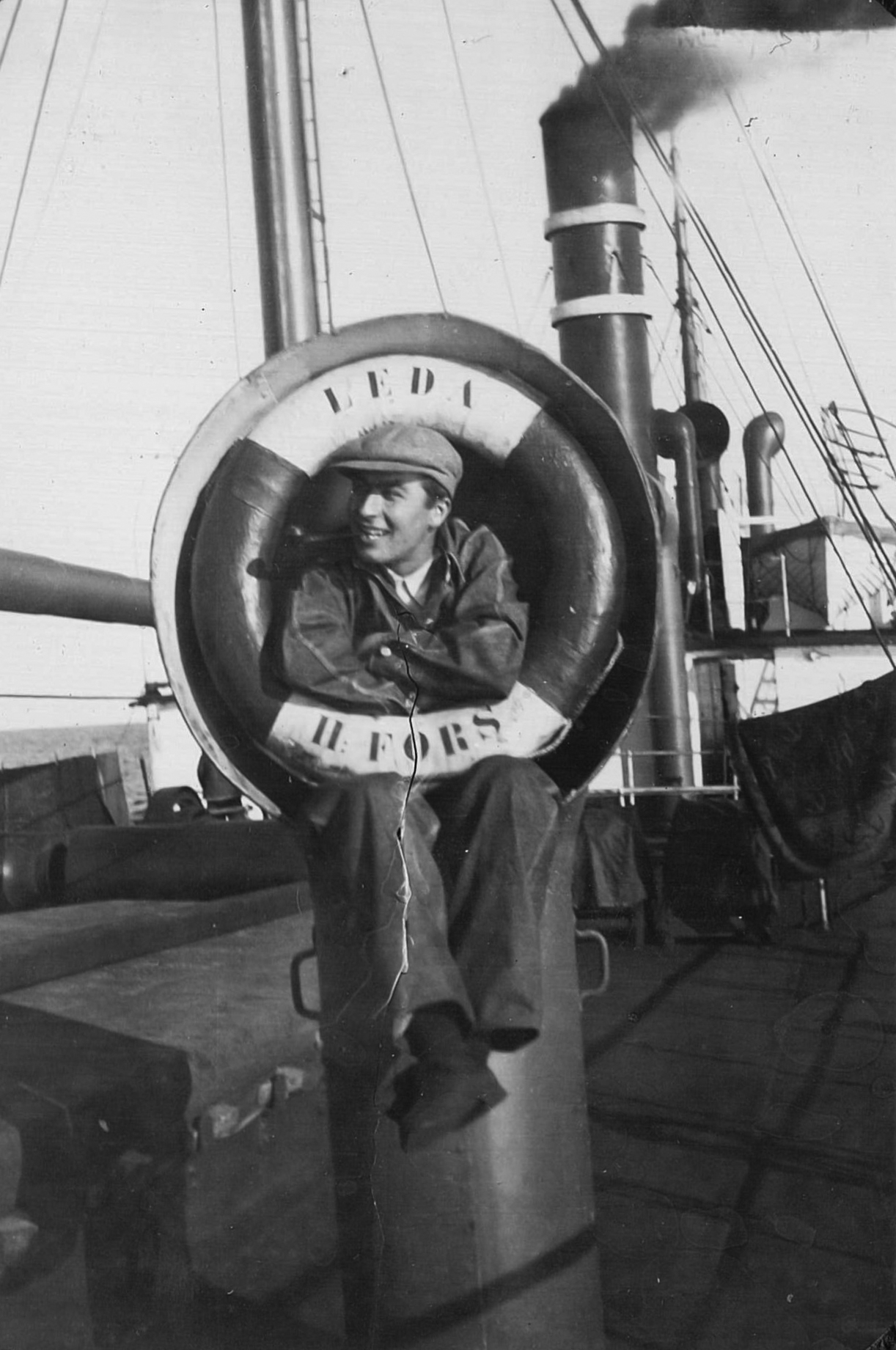
Sjöman från Nagu på S/S Leda 1932.
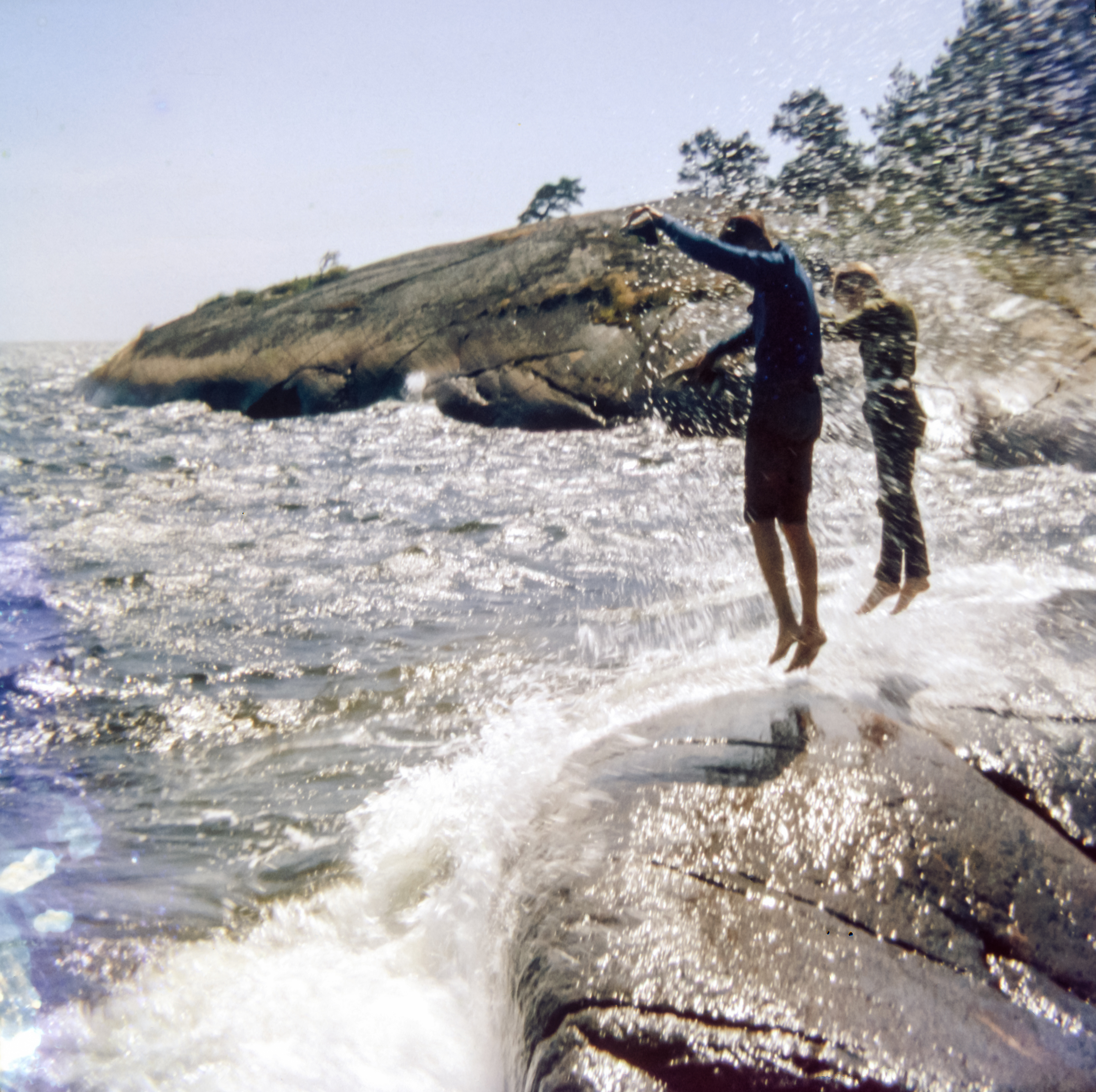
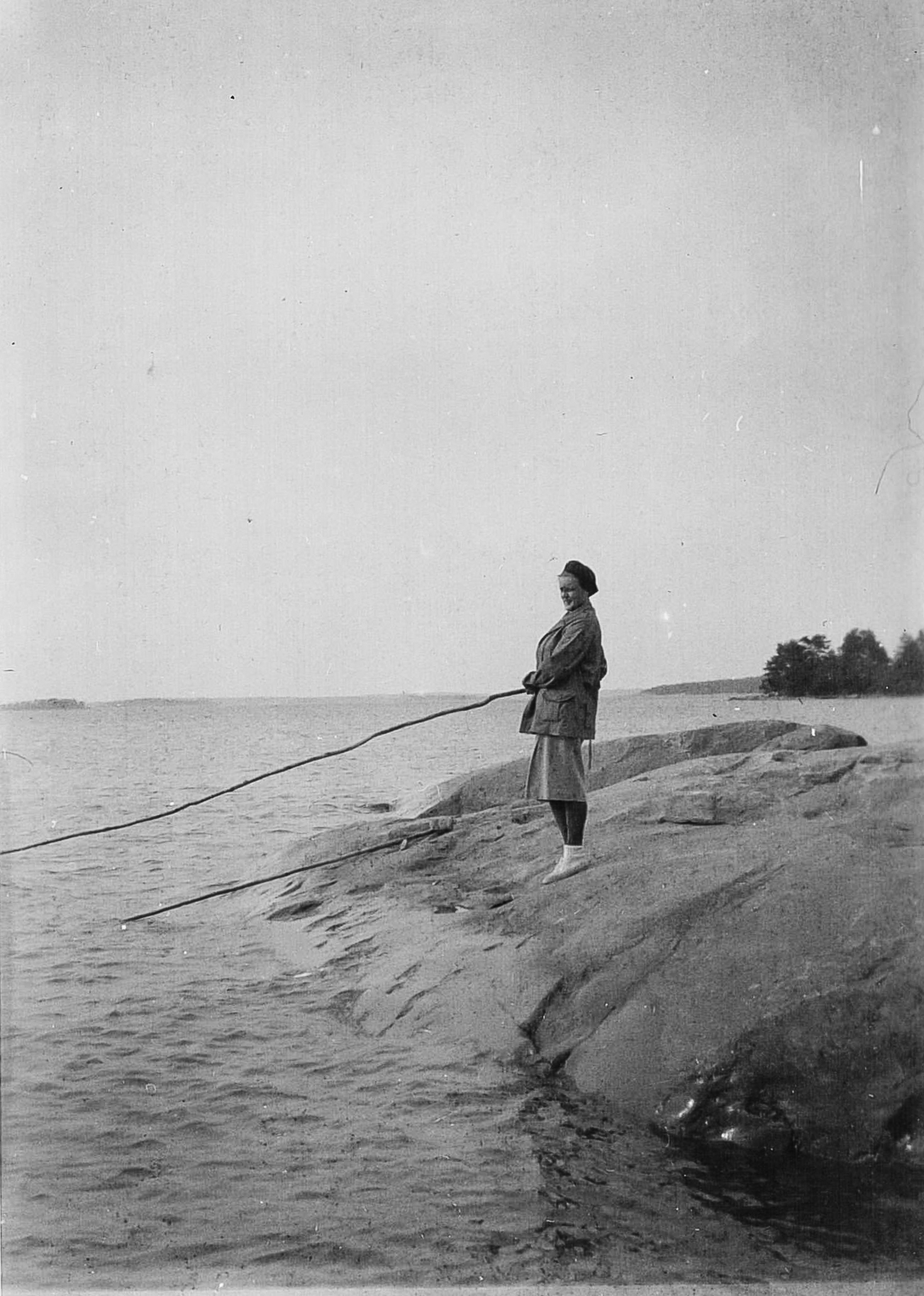
Metar vid stranden.
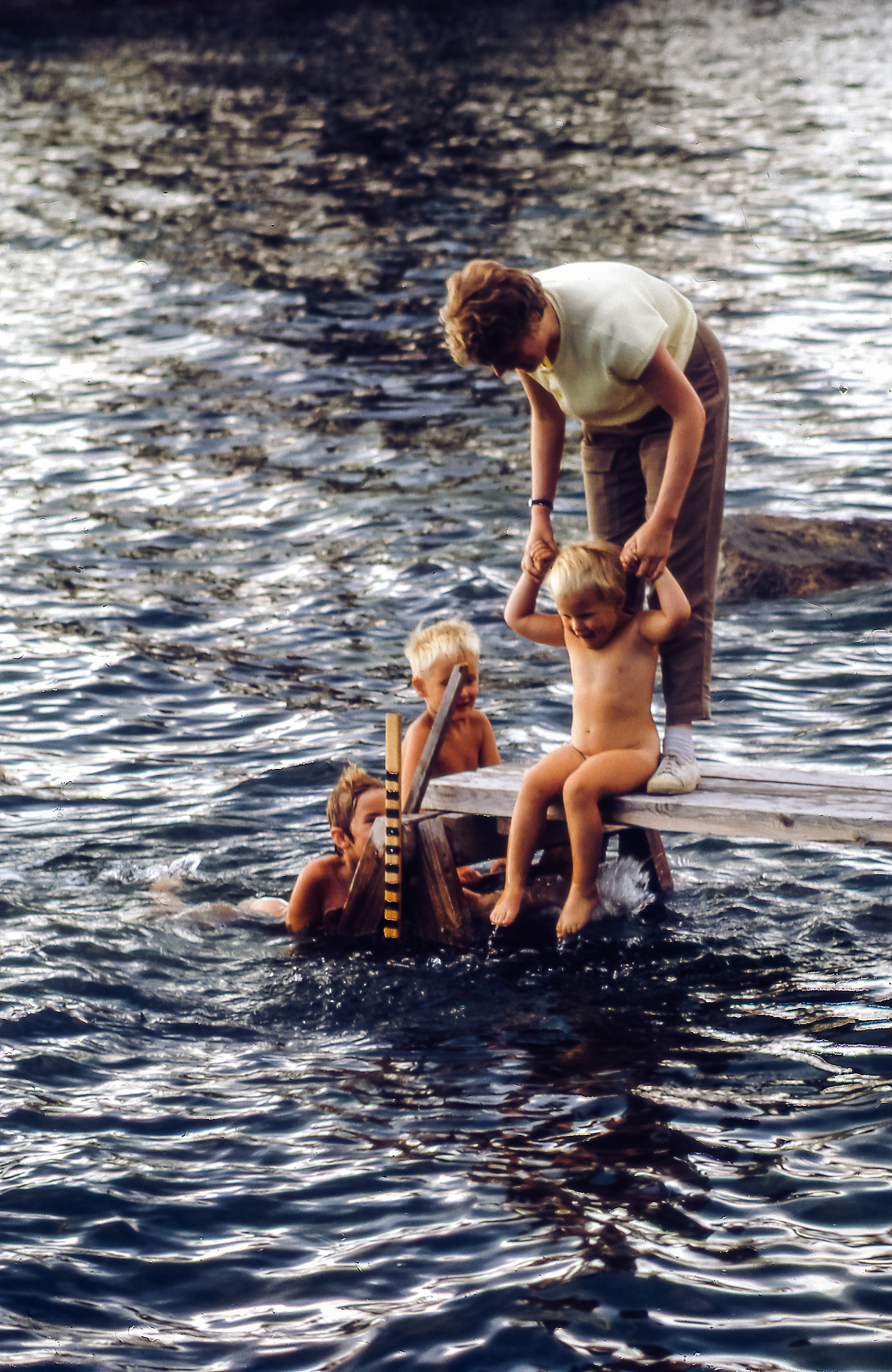
Barn tar ett sommardopp.
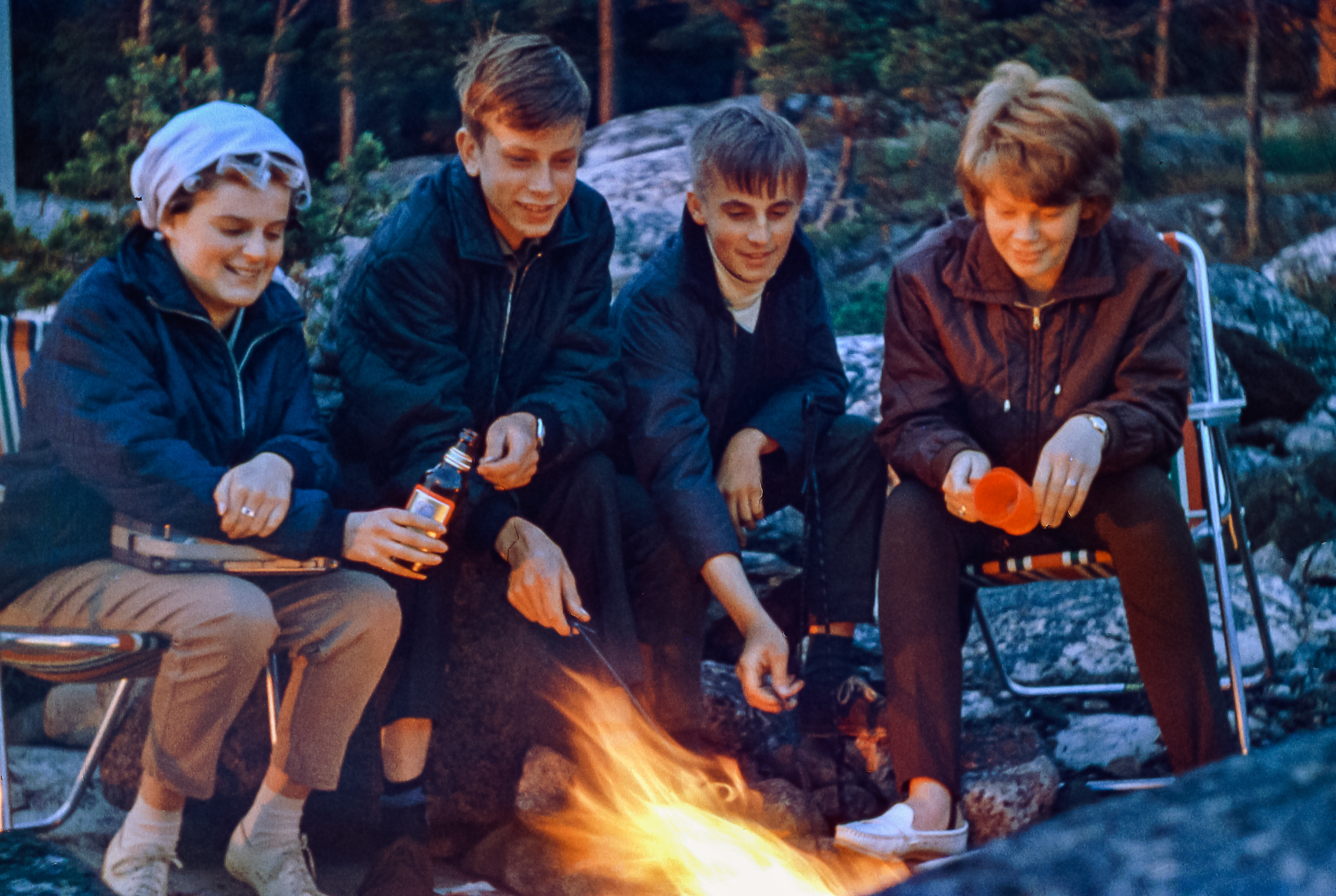
Korvgrillning.

### Turism
Från 1980-talet framåt, då Nagu gästhamn blev populär bland fritidsseglare, har turismen utvecklats till en betydande näringsgren och dagens näringsliv präglas av företag kopplade till besöksnäringen och turismen. 
Nagu har en mängd inkvarteringsmöjligheter och restauranger, de flesta i centrum, som kallas Kyrkbacken. Vintertid finns tre restauranger, sommartid betydligt fler. Året om finns även en bemannad servicestation med bilverkstad. Sommarkiosker och -restauranger finns förutom på Kyrkbacken i bland annat Kirjais, Prostvik, Pärnäs, Grännäs samt på Själö, Nötö, Bodö, Brännskär, Gullkrona och på Pensar. Inkvarteringsverksamhet finns även på många håll som bisyssla till lantbruk där gården har hyresstugor på sina marker. 

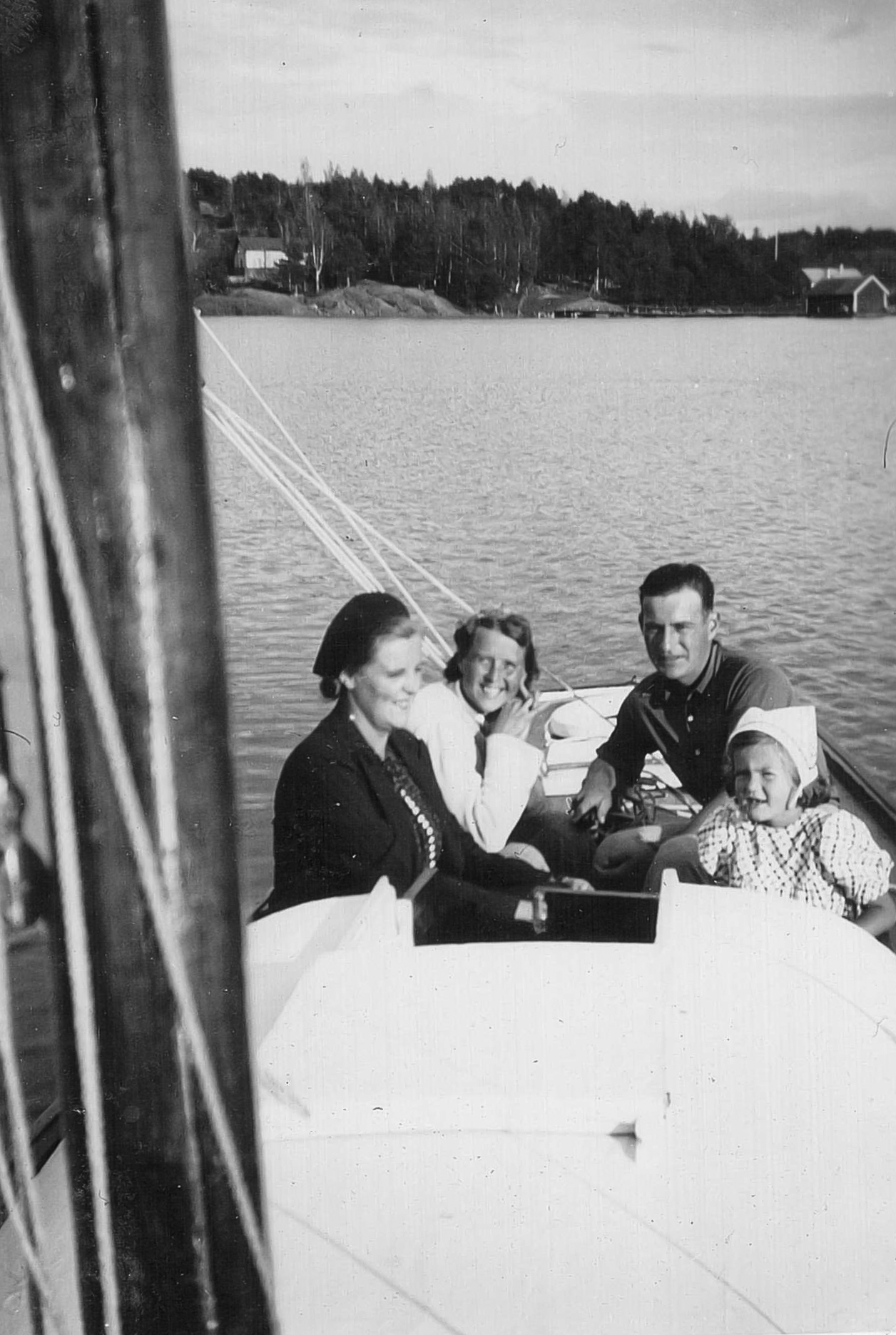
Ut på segeltur 1940.
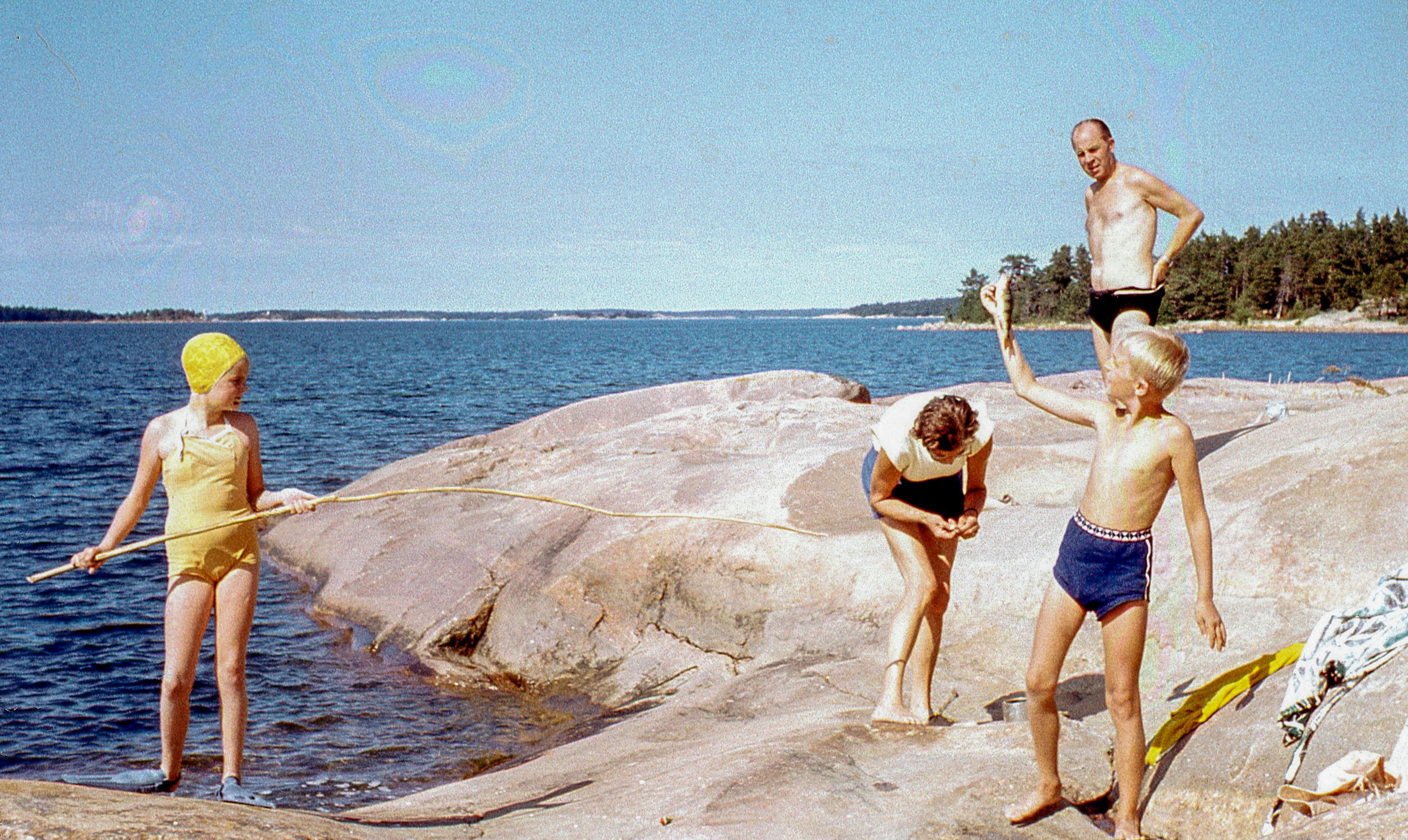
På sommarstugan vid Vinappstrand 1960.
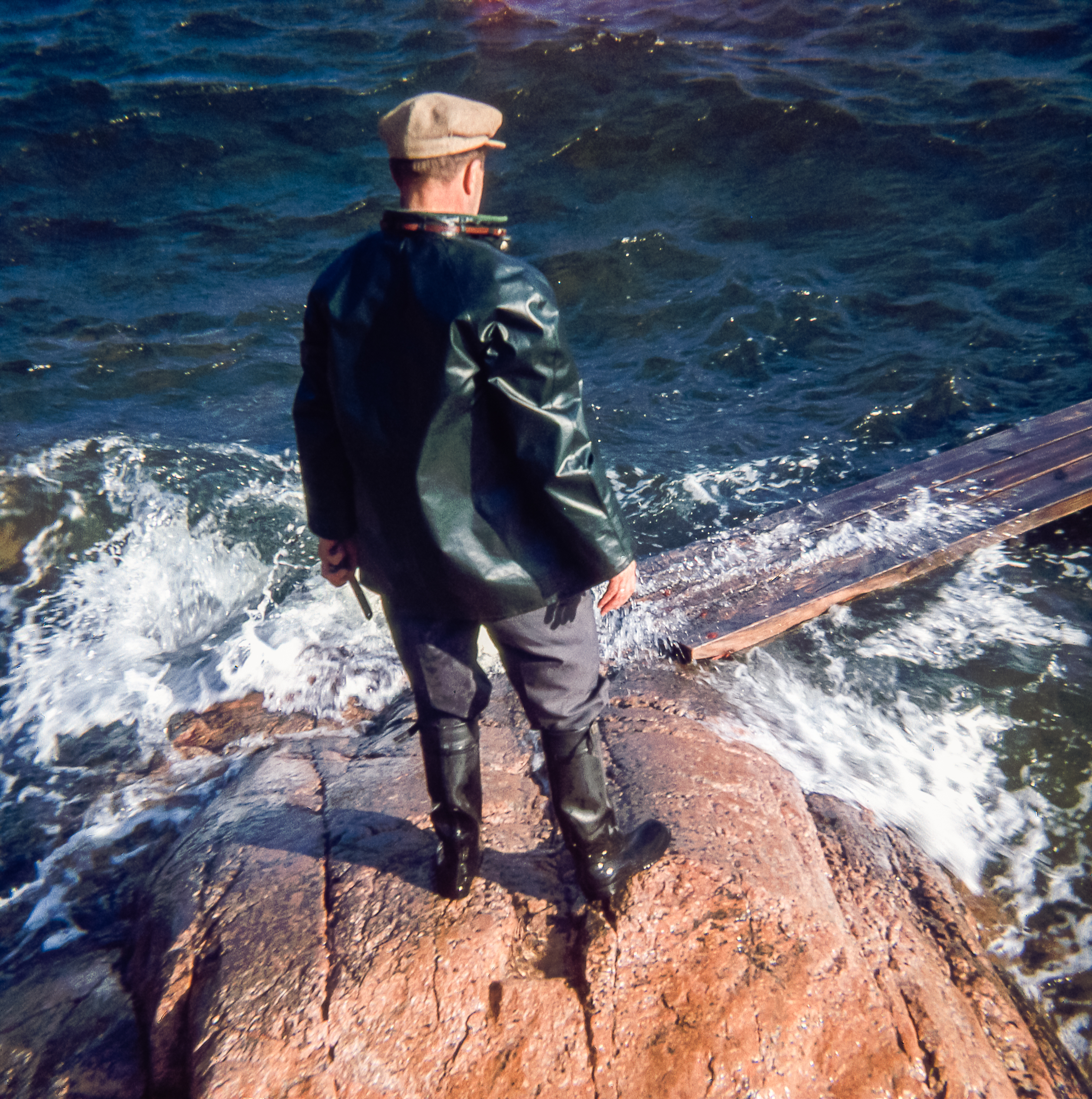
Bryggupptagning vid Vinappa.
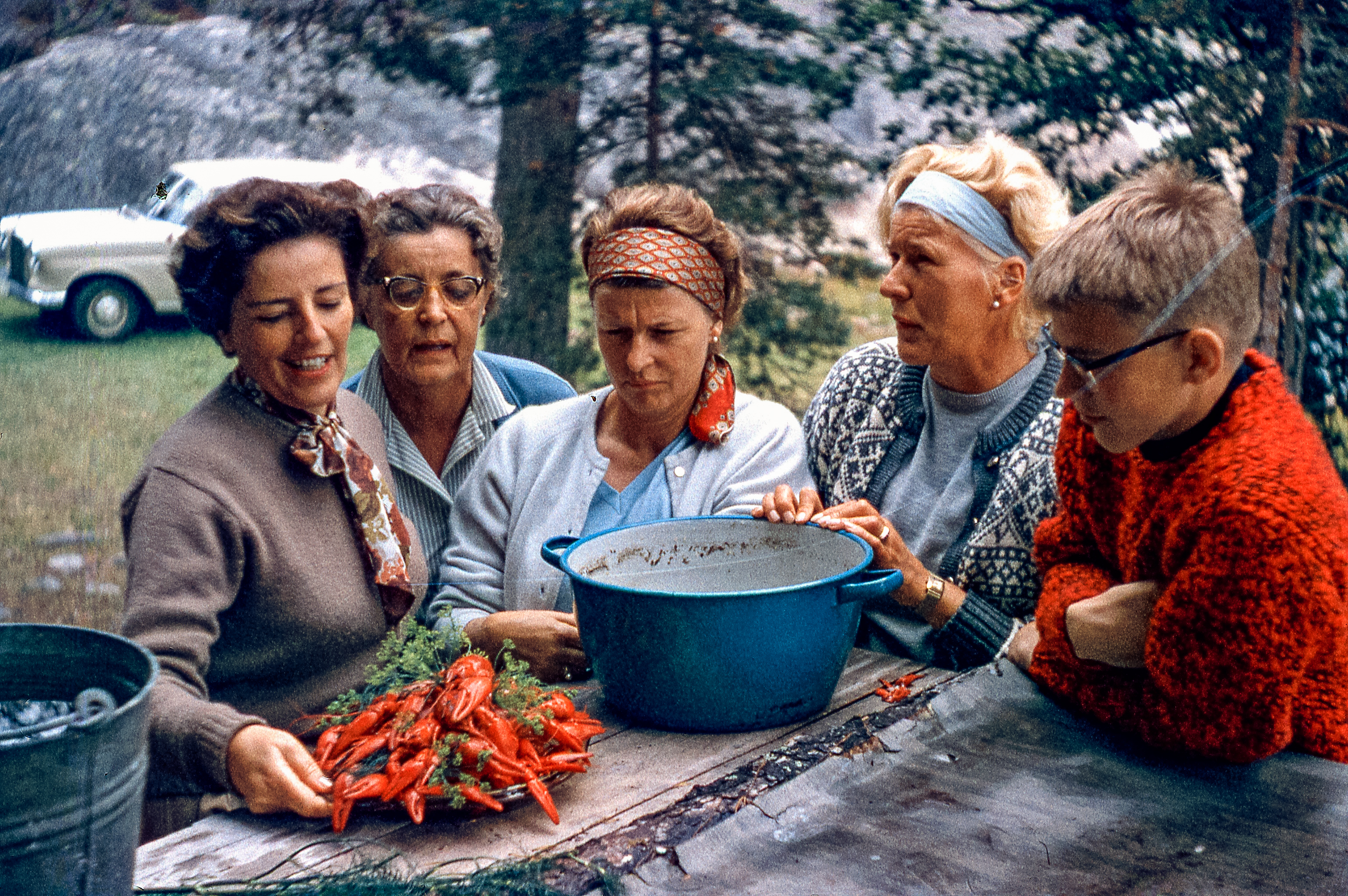
Kräftskivan förbereds.

### Arbetsgivare
Många i Nagu är s.k. mångsysslare som får sin utkomst från många olika håll. Runt om i Nagu finns i anslutning till gårdarna även direktförsäljning av grönsaker, frukt, bär, bröd, kött, hantverk m.m.
Den största icke-kommunala arbetsgivaren i Nagu är i dag företaget Naficon Liitin Oy på Kyrkbacken. Naficon som jobbar med fiberoptik är grundat år 1994. År 2015 grundade Naficon dotterbolaget NFOM (Naficon Fiber Optic  Manufacturing) LLC i Dubai. 

## Kända personer från Nagu

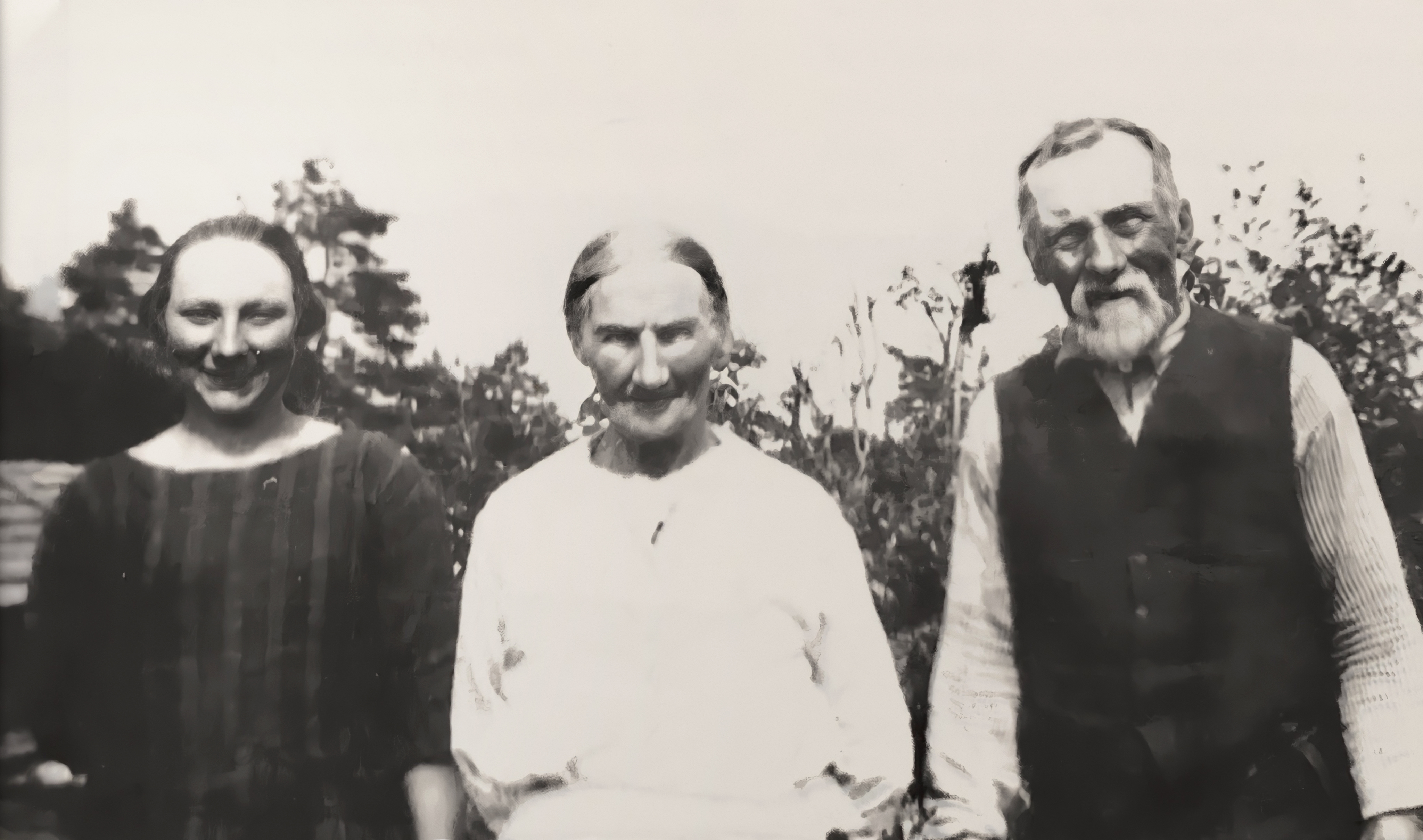
Svea Jansson tillsammans med hennes morföräldrar på Nötö sommaren 1923.

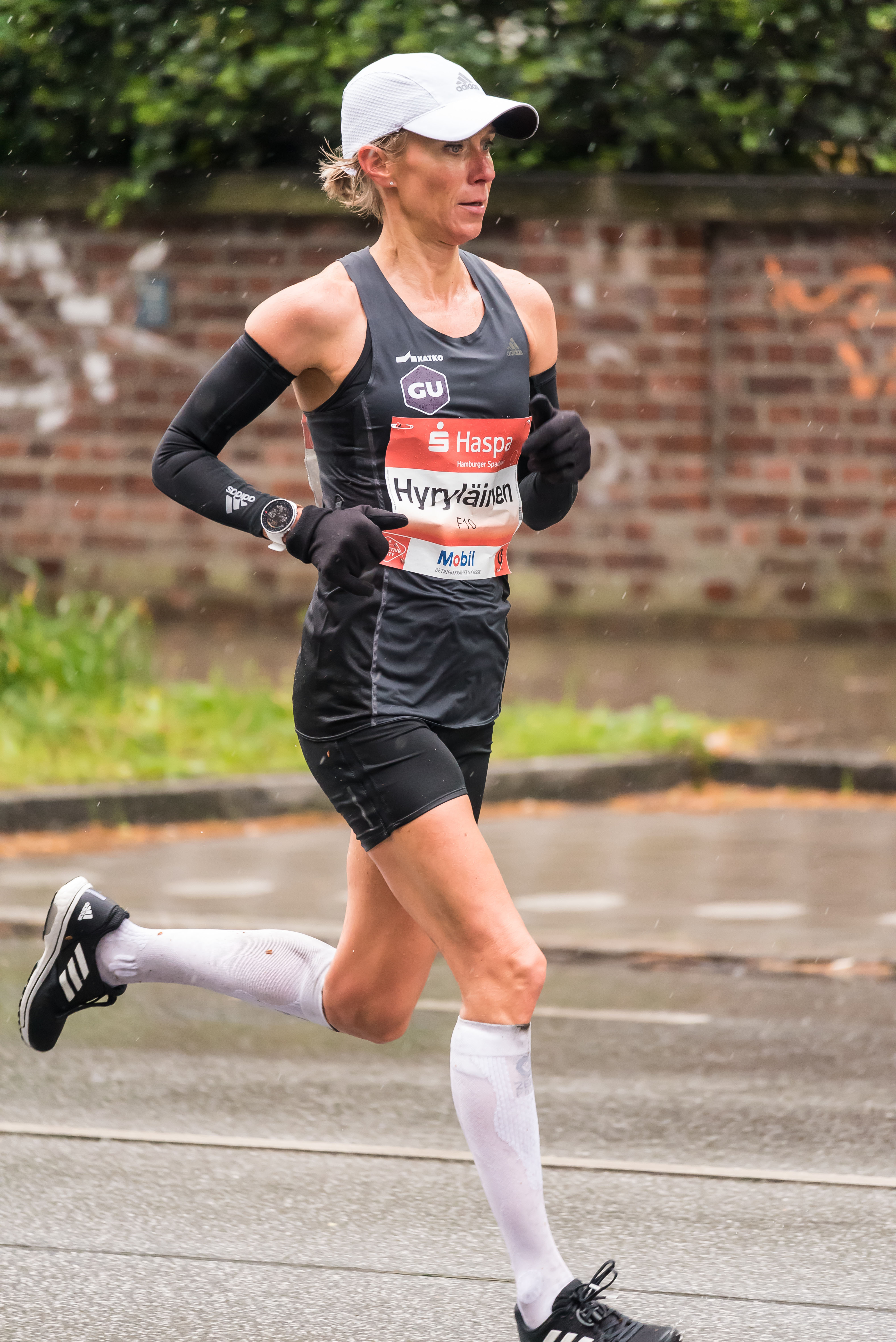
Anne-Mari Hyryläinen, framgångsrik långdistanslöpare, tävlar för Nagu IF i nationella och internationella tävlingar. Här fotad under maraton i Hamburg 2019.

- Petter Claesson, kofferdikapten, varvsdisponent (1739–1810)
- Gustaf Lucander, kyrkomålare (1743–1805)
- Nathanael Gerhard af Schultén, geodet, astronom (1750–1825)[85]
- Gabriel Erik von Haartman, läkare, ämbetsman, med.dr (1757–1815)[86]
- Carl Daniel von Haartman, läkare, professor i kirurgi och obstetrik, generaldirektör för Medicinalverket (1792–1877)[87]
- Otto Reinhold af Schultén, hovrättspresident, senator, friherre (1798–1884)[87]
- Johan Erik Emanuel Simonsson Telenius, präst (1806–1864)
- Victor Westerholm, konstnär, intendent för Åbo konstmuseum (1860–1919)
- Axel Mörne, arkitekt (1886–1935)[88]
- Wilhelm Wahlforss, industriman, dipl.ing. (1891–1969)[89]
- Edith Södergran, författare (1892–1923), härstammade från Nagu på mödernet.
- Svea Jansson, vissångerska (1904–1980)[90]
- Anne-Mari Hyryläinen, långdistanslöpare (1978–), tävlar för Nagu IF.
- Sandra Bergqvist, politiker och riksdagsledamot (1980–).